# Đế quốc Tây Ban Nha
Đế quốc Tây Ban Nha (tiếng Tây Ban Nha: Imperio español) là một trong những đế quốc lớn nhất thế giới và là một trong những đế quốc toàn cầu đầu tiên trên thế giới. Đạt tới thời kỳ cực thịnh về quân sự, quyền lực chính trị và kinh tế dưới vương triều Habsburg Tây Ban Nha, trong thế kỷ 16 và 17, có phạm vi rộng nhất dưới vương triều Borbón là 13,7 triệu km² và tầm ảnh hưởng thực tế lên đến 19,4 triệu km². Khi hợp chung với Đế quốc Bồ Đào Nha trong một hệ thống chung gọi là Liên minh Iberia, từ 1580 đến 1640, Đế quốc Tây Ban Nha trở thành siêu cường và là Đế quốc hạng nhất ở Châu Âu và Thế giới nói chung cho đến cuộc chiến kế vị Tây Ban Nha diễn ra. Trong khoảng thời gian đó Đế quốc Tây Ban Nha được gọi là "đế quốc mặt trời không bao giờ lặn" đầu tiên.
Vào thế kỷ thứ 15 và 16 Tây Ban Nha là quốc gia tiên phong cho phong trào thám hiểm thế giới và chủ nghĩa bành trướng thuộc địa của châu Âu cũng như tiên phong trong việc mở các lộ trình giao thương qua đại dương, với việc thông thương phát triển nở rộ qua Đại Tây Dương giữa Tây Ban Nha với Mỹ và qua Thái Bình Dương giữa Châu Á - Thái Bình Dương từ México qua Philippines. Những người Tây Ban Nha đi khai phá thuộc địa đã lật đổ những nền văn minh Aztec, Inca, Maya và tuyên bố chủ quyền với một dải đất bao la ở Châu Mỹ rộng lớn. Trong một khoảng thời gian, Đế quốc Tây Ban Nha thống trị các đại dương nhờ hạm đội tàu giàu kinh nghiệm, một sức mạnh bậc nhất toàn cầu, và họ thống trị những chiến trường ở châu Âu với một lực lượng bộ binh dày dạn và thiện chiến có tên là tercios. Tây Ban Nha trải qua thời kỳ vàng son về văn hóa trong thế kỷ 16 và 17.
Từ giữa thế kỷ 16, vàng và bạc từ các mỏ ở châu Mỹ đã tăng cường tiềm lực quân sự của Habsburg thuộc Tây Ban Nha trong một chuỗi các cuộc chiến tại châu Âu và Bắc Phi. Vào thế kỷ 17 và 18, Đế quốc Tây Ban Nha có được một lãnh thổ rộng lớn nhất trên thế giới, dù nó có trải qua sự biến động và tài sản kinh tế từ thập niên 1640. Phải đương đầu với kinh nghiệm và thử thách mới trong việc xây dựng Đế quốc, các nhà tư tưởng Tây Ban Nha đã công thức ra một vài ý tưởng tân tiến trong các đạo luật thiên nhiên, quyền tối cao độc lập, đạo luật quốc tế, chiến tranh và kinh tế - họ thậm chí đặt dấu hỏi về tính hợp pháp của chủ nghĩa đế quốc - liên quan đến những trường phái ý tưởng về tính tập thể như trường phái Salamanca.
Những bất đồng thường xuyên với các thế lực thù địch đã gây ra các cuộc chiến về lãnh thổ, giao thương và tôn giáo mà đã góp phần không nhỏ vào sự suy tàn dần dần của đế chế Tây Ban Nha từ giữa thế kỷ 17. Trên Địa Trung Hải, Tây Ban Nha thường xuyên giao chiến với Đế quốc Ottoman, trên lục địa châu Âu, Vương quốc Pháp vươn lên với một sức mạnh tương đương. Ở bên ngoài, Tây Ban Nha ban đầu bị cạnh tranh bởi Đế quốc Bồ Đào Nha, rồi sau đó là Liên Hiệp Anh và Đế quốc Hà Lan. Thêm vào đó, các lực lượng phá rối dưới sự đỡ đầu của Anh, Pháp và Hà Lan cùng với việc phạm tội quá mức của chính chủ Tây Ban Nha, sự tham nhũng gia tăng của chính phủ và sự đình trệ về kinh tế gây ra bởi các chi tiêu chí đã phần nào đóng góp cho sự đi xuống của Đế quốc này.
Đế quốc Tây Ban Nha tại châu Âu đã không còn là Đế quốc hạng nhất tại Châu Âu do thất bại trong Chiến tranh kế vị Tây Ban Nha và Hiệp ước Utrecht được kí vào năm 1713, hiệp ước đã cắt bỏ những lãnh thổ còn lại của Tây Ban Nha ở Naples và các quốc gia thuộc vùng đất thấp. Tài sản thuộc địa của Tây Ban Nha tăng lên sau đó, nhưng nó vẫn duy trì là một sức mạnh thứ hai về chính trị tại lục địa châu Âu.
Tuy nhiên, Tây Ban Nha duy trì và mở rộng đế quốc bên ngoài của nó cho đến thế kỷ 19, Napoleon xâm lược Tây Ban Nha vào năm 1808 tạo ra Chiến tranh Bán đảo khiến thủ đô Marrid thất thủ. Dưới sự chiếm đóng của Pháp đã tạo ra thời cơ làn sóng tuyên bố độc lập tại Quito (1809), Colombia (1810), Venezuela và Paraguay (1811) đồng thời các cuộc cách mạng liên tiếp nổ ra đã cướp đi các thuộc địa của đế chế tại Đại Lục Châu Mỹ. Tây Ban Nha cố gắng duy trì những mảnh vụn của đế quốc tại vùng Caribe (Cuba và Puerto Rico); Châu Á (Philippines), và Châu Đại Dương (Guam, Micronesia, Palau, và Quần đảo Bắc Mariana) cho đến tận Chiến tranh Tây Ban Nha-Hoa Kỳ nổ ra năm 1898. Sự tham gia của Tây Ban Nha trong cuộc tranh chấp châu Phi là rất nhỏ; vùng Maroc (thuộc địa Maroc của Tây Ban Nha) được duy trì cho đến năm 1956, Guinée thuộc Tây Ban Nha và Sahara thuộc Tây Ban Nha được duy trì cho đến năm 1968 và 1975. Quần đảo Canaria, Ceuta, Melilla là những khu vực hành chính hiện vẫn là một phần của Tây Ban Nha trong khi Isla de Alborán, Isla Perejil, Islas Chafarinas, Peñón de Alhucemas, và Peñón de Vélez de la Gomera vẫn là các lãnh thổ thuộc Tây Ban Nha. Năm 1975, Tây Ban Nha rút quân ra khỏi Sahara sau khi Franco mất. Vị vua mới Juan Carlos I đã chuyển đổi sang nền Quân chủ Lập Hiến hiện đại mang tính dân chủ vào năm 1976 các lãnh thổ đi sản thuộc địa còn tàn dư của Đế quốc kết thúc từ đó. Đế quốc Tây Ban Nha kết thúc sau 484 năm tồn tại.

## Định nghĩa
"Đế quốc Tây Ban Nha" thường có nghĩa là các thuộc địa hải ngoại của Tây Ban Nha ở châu Mỹ, Thái Bình Dương và các nơi khác. Nhưng không rõ phần nào của Đế quốc Tây Ban Nha phải có. Ví dụ, theo truyền thống, các khu vực như vùng đất thấp được đưa vào vì chúng thuộc về vua Tây Ban Nha, được cai trị bởi các quan chức Tây Ban Nha và được duy trì bởi các lực lượng Tây Ban Nha. Nhưng nhà sử học người Anh Henry A. Kamen đã viết rằng những khu vực này chưa bao giờ là một phần của nhà nước "Tây Ban Nha" và thay vào đó là khu vực Habsburg trước đây rộng hơn. Do đó, nhiều nhà sử học sử dụng thuật ngữ "Habsburg" và "Tây Ban Nha" khi thảo luận về vua Carlos I hoặc Felipe II. Chỉ từ quan điểm của "Anglosakson" là quan điểm này là chính xác, với tất cả các hậu quả của nó, rằng Quốc gia thấp là một phần của Tây Ban Nha trong thời kỳ này.
Bồ Đào Nha bị chiếm giữ bởi các lực lượng Tây Ban Nha và được kiểm soát bởi cùng một người cai trị trong sự thống nhất cá nhân, nhưng Bồ Đào Nha vẫn là một quốc gia riêng biệt. Đế quốc Bồ Đào Nha tiếp tục cai trị từ Lisbon trong thời gian này. Sau đó, có một sự làm chủ chung của Tây Ban Nha-Bồ Đào Nha một thời gian. Hai quốc gia này đôi khi được gọi là Đế quốc Tây Ban Nha-Bồ Đào Nha, nhưng hai quốc gia này không phải là một phần của một quốc gia.

## Lịch sử

### Thành lập (1492–1521)
Năm 1492, Phó vương quốc Granada rơi vào tay các lực lượng Thiên chúa giáo của vua Fernando II và nữ vương Isabel I, và người Moor mất đi chỗ đứng cuối cùng của mình ở Tây Ban Nha.
Sự thống nhất của các vương quốc Aragón, Castilla, Léon và Navarra đã làm nên nền tảng của đế chế Tây Ban Nha. Tây Ban Nha đã trở thành một trong những quốc gia hùng mạnh hàng đầu châu Âu trong thế kỷ 16 và nửa đầu của thế kỷ 17, vị thế đó được tạo nên bởi thương mại phát triển và sự chiếm hữu thuộc địa. Tây Ban Nha đã vươn tới đỉnh cao dưới sự trị vì của hai vua đầu tiên của hoàng triều Habsburg là Carlos I (1516-1556) và Felipe II (1556-1598).
Hệ thống thuộc địa ở đế chế Tây Ban Nha trải rộng khắp Trung Mỹ và Nam Mỹ, México, một phần lớn miền nam Hoa Kỳ, Philippines ở Đông Nam Á, bán đảo Iberia (trong đó có cả Bồ Đào Nha), miền nam Ý, đảo Sicilia và một số nơi ngày nay thuộc các nước Đức, Bỉ, Luxembourg và Hà Lan. Tây Ban Nha là đế quốc đầu tiên được gọi là đế quốc mặt trời không bao giờ lặn. Thời kỳ này được gọi là Kỷ nguyên Khai phá với việc các nước châu Âu đi chiếm thuộc địa, mở ra các trung tâm buôn bán. Cùng với nguồn kim loại, hương liệu, các mặt hàng xa xỉ phẩm mang về từ thuộc địa, các nhà thám hiểm Tây Ban Nha và châu Âu đã mang về rất nhiều kiến thức, làm thay đổi cách nhìn của người châu Âu về thế giới.

### Thời đại hoàng kim: Ngày của đế quốc (1521–1643)
Vào thế kỷ 16-17, Tây Ban Nha bắt đầu đối mặt với nhiều khó khăn. Đầu thế kỷ 16, lực lượng cướp biển Barbary dưới sự bảo hộ của đế quốc Ottoman đã đột kích vào những vùng ven biển của Tây Ban Nha, với mục đích lập ra các vùng đất Hồi giáo mới. Thời gian này, những cuộc chiến tranh giữa Tây Ban Nha và Pháp nổ ra tại Ý và một vài nơi khác. Tiếp đó, phong trào cải cách tôn giáo ở châu Âu đã khiến đất nước rơi vào bãi lầy của những cuộc chiến tranh tôn giáo.
Giữa Thể kỷ 17, những dấu hiệu của sự căng thẳng tại châu Âu ngày càng lộ rõ. Triều đại Habsburg ở Tây Ban Nha đã liên tiếp vướng vào những cuộc xung đột về chính trị, tôn giáo, gây ra nhiều hậu quả về kinh tế. Tây Ban Nha đã giúp đỡ Đế quốc La Mã Thần thánh chống lại những người theo Đạo Tin lành. Nhưng Tây Ban Nha sau đó lại phải công nhận quyền độc lập của Bồ Đào Nha và Hà Lan, từ bỏ một số vùng đất cho Pháp. Từ năm 1640, Tây Ban Nha ngày càng suy yếu dần.
Cuộc tranh luận về quyền kế thừa ngôi báu đã nổ ra vào những năm đầu của thế kỷ 18. Cuộc chiến tranh về quyền thừa kế đã nổ ra tại Tây Ban Nha (1701-1714) với cái giá phải trả là Tây Ban Nha đã mất đi vị trí là một cường quốc ở khu vực. Vương triều Bourbon Pháp đã lên thay thế. Vị vua Bourbon đầu tiên là Felipe V đã thống nhất đất nước dưới một chính quyền tập trung, thủ tiêu rất nhiều đặc quyền đặc lợi của quý tộc địa phương. Thể kỷ 18 chứng kiến sự phục hồi dần dần và sự thịnh vượng đã quay trở lại Tây Ban Nha dưới triều đại Bourbon. Những ý tưởng của Thời kỳ Khai sáng đã phát huy tác dụng. Vào cuối Thể kỷ 18, thương mại tăng trưởng nhanh chóng. Sự giúp đỡ quân sự đối với các thuộc địa Anh trong cuộc Chiến tranh giành độc lập Bắc Mỹ đã cải thiện vị thế quốc tế của Tây Ban Nha.

### Habsburg thuộc Tây Ban Nha (1516–1700)

Đế quốc Tây Ban Nha (bao gồm các lãnh thổ được yêu sách) và các lãnh thổ Habsburg của Tây Ban Nha (bao gồm cả các lãnh thổ được quản lý trong thời gian Liên minh Iberia)

Thời kỳ từ thế kỷ 16 đến giữa thế kỷ 17 được gọi là "Thời đại hoàng kim của Tây Ban Nha" (theo tiếng Tây Ban Nha, Siglo de Oro). Thông qua các cuộc hôn nhân chính trị giữa các quốc vương Công giáo (tiếng Tây Ban Nha, Reyes Católicos), cháu trai họ Habsburg của Karl đã thừa kế vương quốc Castilla ở châu Mỹ, vương quốc Aragon ở Địa Trung Hải (bao gồm một phần lớn của nước Ý hiện nay), vùng đất ở Đức, Hà Lan, Franche-Comté (Pháp) và Áo (điều này, cùng với phần còn lại của các lãnh địa Habsburg di truyền, gần như ngay lập tức được chuyển cho Fernando II, anh trai của Hoàng đế).
Nhà Habsburg đã theo đuổi một số mục tiêu:
- Làm suy yếu sức mạnh của nước Pháp và củng cố phòng thủ biên giới phía đông.
- Bảo vệ châu Âu chống lại Hồi giáo, đáng chú ý là Đế chế Ottoman trong các cuộc chiến tranh Ottoman của Habsburg
- Duy trì quyền bá chủ của nhà Habsburg trong Đế quốc La Mã Thần thánh và bảo vệ Giáo hội Công giáo Rôma chống lại cuộc Cải cách Tin Lành
- Truyền bá Kitô giáo (Công giáo) đến người bản địa chưa được chuyển đổi của Tân thế giới và Philippines

Khai thác tài nguyên của châu Mỹ (vàng, bạc, đường) và giao dịch với châu Á (sứ, gia vị, lụa)
Không bao gồm các cường quốc châu Âu khác từ những tài sản mà nó tuyên bố ở Tân thế giới
Thực tế, người Tây Ban Nha đã không tìm thấy lợi nhuận ngay từ đầu. Một số ngành thương mại và công nghiệp được hình thành, nhưng các cơ hội giao dịch bị hạn chế. Do đó, Tây Ban Nha bắt đầu thành lập các thành phố ở châu Mỹ vì lý do tôn giáo. Các vấn đề bắt đầu thay đổi vào những năm 1520 với việc khai thác bạc quy mô lớn từ các mỏ giàu có của vùng Guanajuato của México, nhưng đó là việc khai thác các mỏ bạc ở Zacatecas và Potosí của México ở Thượng Peru (ngày nay là Bolivia) vào năm 1546. Trong thế kỷ 16, Tây Ban Nha nắm giữ số tài sản tương đương 1,5 nghìn tỷ đô la Mỹ (năm 1990) bằng vàng và bạc nhận được từ Tân Tây Ban Nha. Những hàng nhập khẩu này đã góp phần ngăn chặn lạm phát ở Tây Ban Nha và châu Âu từ cuối của thế kỷ 16. Việc nhập khẩu bạc lớn giúp các nhà sản xuất trong nước không bị cạnh tranh, nhưng cuối cùng khiến nền kinh tế Tây Ban Nha phụ thuộc quá lớn vào nguồn nguyên liệu thô từ Tân Thế giới : "Tôi đã học được một câu tục ngữ ở đây", một du khách người Pháp năm 1603 nói: "Mọi thứ đều thân yêu ở Tây Ban Nha ngoại trừ bạc". Các vấn đề gây ra bởi lạm phát đã được thảo luận bởi các học giả tại Trường Salamanca và arbitrista. Sự phong phú tài nguyên thiên nhiên đã gây ra sự suy giảm trong tinh thần kinh doanh vì lợi nhuận từ việc khai thác tài nguyên ít rủi ro hơn. Những người giàu có thường đầu tư tài sản của họ vào nợ công (judos). Triều đại Habsburg đã sử dụng tài sản của những người Castilla 
giàu có và người Mỹ vào các cuộc chiến tranh trên khắp châu Âu thay cho lợi ích của Habsburg và tuyên bố lệnh cấm (phá sản) nhiều lần cho các khoản thanh toán nợ của họ. Những gánh nặng này đã dẫn đến một số cuộc nổi dậy trên khắp lãnh thổ của Habsburg thuộc Tây Ban Nha, bao gồm cả vương quốc Tây Ban Nha của họ, nhưng các cuộc nổi loạn đã bị dập tắt.

### Trận Pavia và Hòa ước Augsburg (1525–1555)
Năm 1525, hoàng đế Karl V đã đánh bại người Pháp trong trận Pavia, khiến nhiều người Ý và Đức lo ngại về sự leo thang của các cuộc bành trướng của đế chế Tây Ban Nha. Chẳng bao lâu, Giáo hoàng Clêmentê VII củng cố sự ủng hộ của một số quốc gia thành phố quan trọng ở Pháp và Ý, và tuyên bố nhân danh Thiên Chúa bác bỏ tính hợp pháp của hiệp ước giữa vua nước Pháp François I và hoàng đế Karl V; vị Giáo hoàng cũng chủ trì Chiến tranh Liên minh Cognac chống lại Đế quốc Habsburg (1526-1529), khiến Karl V giận dữ. Vị hoàng đế La Mã Thần Thánh tin rằng tôn giáo không có quyền can thiệp vào chính trị. Năm 1527, với sự sụp đổ của Roma, Clêmentê VII và người kế nhiệm ông trở nên thận trọng hơn khi ứng xử không với các nhà cai trị Tây Ban Nha. Năm 1529, Giáo hoàng và Karl đã ký hiệp ước hòa bình tại Barcelona để thiết lập một mối quan hệ hài hòa hơn. Các vua Tây Ban Nha chính thức trở thành người bảo hộ Công giáo, và Karl đã được Giáo hoàng phong làm vua của Ý (Bologna), nhằm mượn tay người Tây Ban Nha lật đổ Cộng hòa Florence tự trị. Năm 1533, Giáo hoàng Clêmentê VII đã từ chối để vua Henry VIII ly hôn, chủ yếu vì ông không muốn chọc giận Hoàng đế Karl V, và Roma lại một lần nữa bị cướp phá.
Năm 1522, Fernão de Magalhães nhà thám hiểm người Bồ Đào Nha đã dẫn đầu một hạm đội Tây Ban Nha đi thuyền vòng quanh thế giới, nhưng ông qua đời ở Philippines. Phụ tá của ông, Juan Sebastián Elcano, đảm nhận chức hạm đội trưởng và hoàn tất chuyến hành trình.
Năm 1528, hai đô đốc Andrea Doria và Allied League V đã thành lập một liên minh chống Pháp, tái độc lập ở Genève và cũng cho phép Karl cải thiện các cơ hội tài chính. Cũng trong năm đó, các ngân hàng Thụy Sĩ lần đầu tiên vay tiền của Tây Ban Nha.

Trong nửa đầu thế kỷ XVI, Tây Ban Nha tích cực thiết lập hệ thống thuộc địa ở Tân thế giới. Họ thành lập Tân Granada (Colombia ngày nay) vào những năm 1530 và Buenos Aires vào năm 1536.

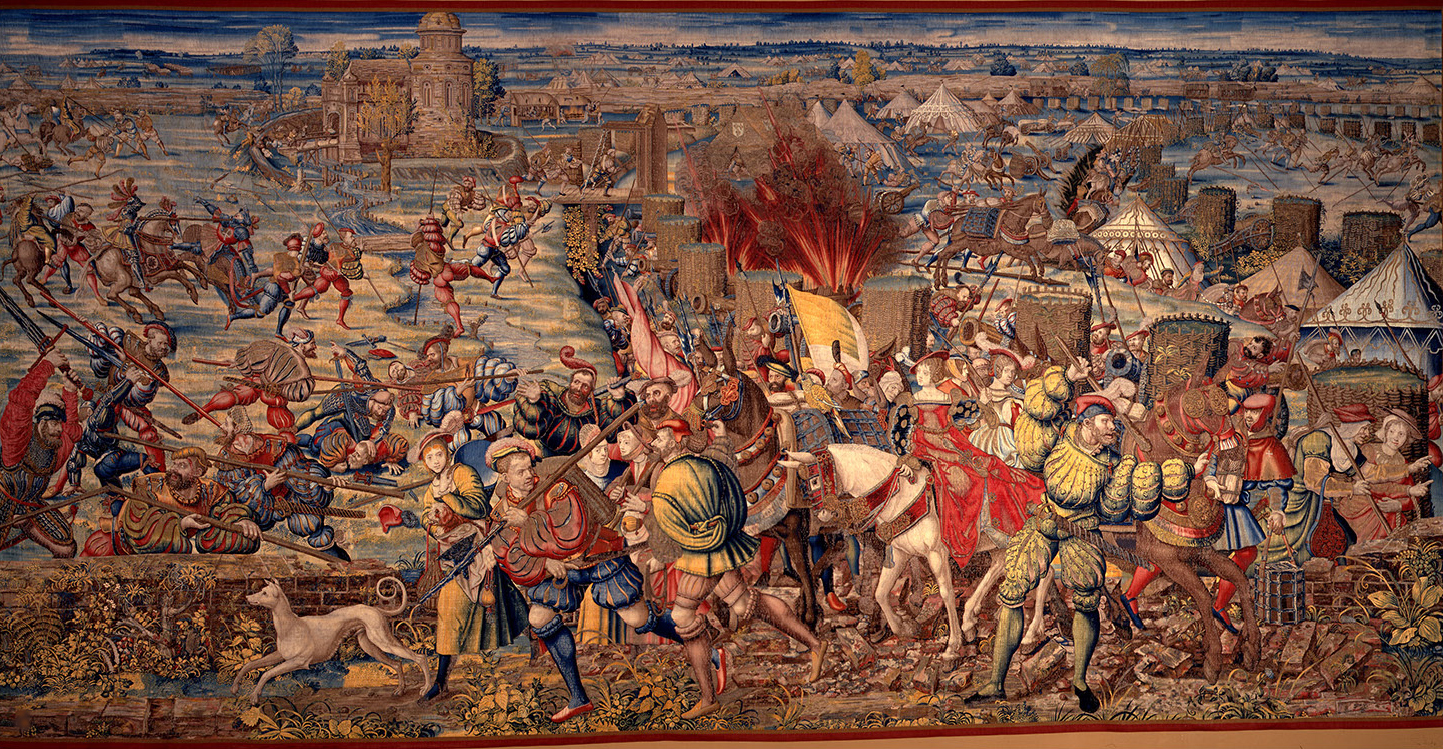
Trận Pavia năm 1525, Tây Ban Nha đã đánh bại Pháp, trở thành cường quốc đầu tiên ở Tây Âu.

Tây Ban Nha đã ban hành luật để bảo vệ người dân bản địa của các thuộc địa châu Mỹ. Bộ luật đầu tiên được thành lập năm 1542, trở thành nền móng của luật pháp quốc tế hiện đại. Nhưng tại các thuộc địa ở Nam Mỹ xa xôi, thực dân gốc châu Âu cảm thấy bất bình khi quyền lực bị kiềm chế, và tuyển bố bác bỏ một số luật mới (Leyes Nuevas). Sau đó, một bộ luật khác ít ràng buộc hơn đã được ban hành để bảo vệ thổ dân, nhưng hồ sơ cho thấy những luật này không đủ hiệu lực.Encomienda được tái lập, khiến quyền lợi của người da đỏ không được bảo vệ.
Năm 1543, vua Pháp François II lần đầu tiên liên minh với sultan Suleiman I của Đế quốc Ottoman để chiếm đóng các thành phố ven biển Tây Ban Nha. Vua Henry VIII, mặc dù ly dị hạnh phúc của Karl V để ngăn chặn ông, nhưng không hài lòng hơn với Pháp, vì vậy với cuộc xâm lược của Karl V của Pháp với nhau. Mặc dù chiến dịch Tây Ban Nha ở Savoy phải chịu một thất bại lớn, nhưng người Pháp vẫn còn khó khăn để kiểm soát các mối đe dọa của Milan và Tây Ban Nha, mà còn ở phía bắc đánh bại Henry VIII, do đó buộc phải chấp nhận điều kiện không thuận lợi. Fernando I, em trai của Karl V, lãnh đạo quân Áo chiến đấu với quân Ottoman ở phía Đông. Karl đã giải quyết các vấn đề trong nước chưa được giải quyết, Schmalkaldic của các giáo hoàng Luther của Đức và các quốc gia Tin Lành khác.

### Hoa Kỳ giành được Florida
Vào ngày này năm 1819, Bộ trưởng Tây Ban Nha Do Luis de Onis và Ngoại trưởng Hoa Kỳ John Quincy Adams đã ký Hiệp ước chuyển nhượng Florida, trong đó Tây Ban Nha đồng ý nhượng lại phần còn lại của tỉnh Florida cũ của họ cho Hoa Kỳ.
Công cuộc thực dân hóa của Tây Ban Nha trên bán đảo Florida bắt đầu tại St. Augustine, Illinois vào năm 1565. Thực dân Tây Ban Nha có một thời gian ngắn tương đối ổn định trước khi Florida trở thành mục tiêu tấn công của những người Mỹ bản địa đầy phẫn nộ và lực lượng thực dân Anh đầy tham vọng ở phía bắc trong thế kỷ 17.

### Kết thúc Chiến tranh Bảy năm
Vào ngày này năm 1763, Chiến tranh Bảy năm, cuộc xung đột toàn cầu mà người Mỹ gọi là Chiến tranh với Pháp và người Da đỏ, kết thúc bằng việc ký kết Hiệp định Paris giữa Pháp, Anh và Tây Ban Nha.
Đầu những năm 1750, việc Pháp bành trướng sang thung lũng sông Ohio đã liên tục khiến nước này rơi vào xung đột vũ trang với các thuộc địa của Anh. Năm 1756, Anh chính thức tuyên chiến.

### Trận Trafalgar
Vào ngày này năm 1805, trong trận Trafalgar diễn ra ngoài khơi bờ biển Tây Ban Nha, một trong những trận hải chiến mang tính quyết định nhất trong lịch sử, hạm đội Anh dưới quyền chỉ huy của Đô đốc Horatio Nelson đã đánh bại hạm đội liên quân Pháp-Tây Ban Nha.
Trên biển, Nelson và Hải quân Hoàng gia Anh luôn cản trở Napoléon Bonaparte, người đã đưa Pháp đến đỉnh cao quyền lực tại lục địa châu Âu. Chiến thắng cuối cùng và vĩ đại nhất của Nelson chống lại người Pháp là trận Trafalgar, bắt đầu ngay sau khi Nelson bắt gặp một lực lượng Pháp-Tây Ban Nha gồm 33 tàu. Trước khi đối đầu vào ngày 21/10, Nelson đã chia 27 tàu của mình thành hai sư đoàn và đưa ra thông điệp nổi tiếng từ Chiến hạm Victory: "Nước Anh hy vọng các anh sẽ làm tròn nhiệm vụ của mình".

### Thể kỷ 19

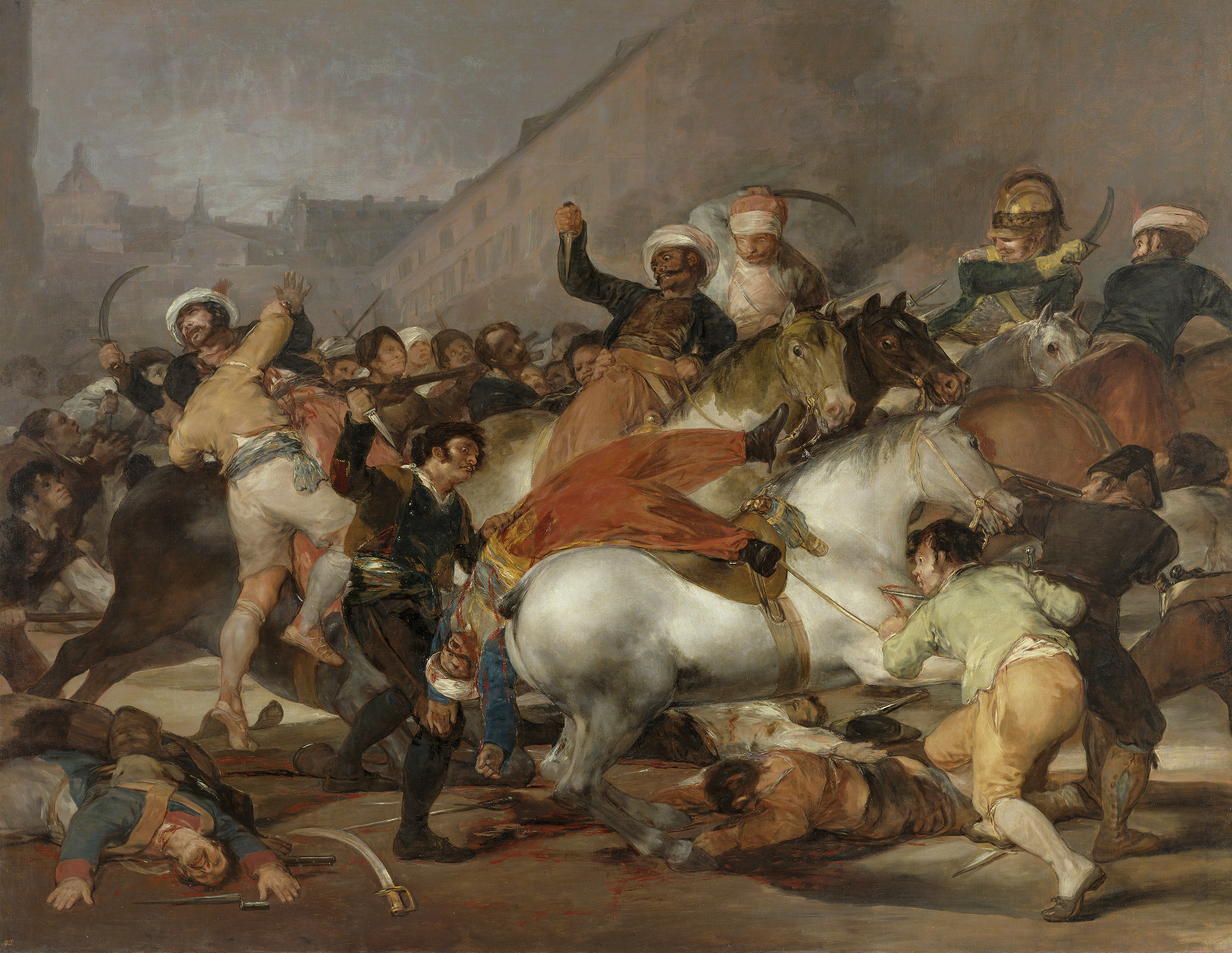
Bức tranh của danh họa Goya vẽ cuộc khởi nghĩa ngày 2 tháng 5 năm 1808

Cuối thế kỷ 18, Tây Ban Nha (cùng với Anh, Áo, đế quốc Ottoman và Phổ,...) giúp đỡ Hoàng gia Bourbon mất ngôi trong Chiến tranh Cách mạng Pháp chống lại Cộng hòa Pháp. Nhưng sự thất bại trên chiến trường đã dẫn đến việc vua Carlos IV (1788–1808) phải có những thỏa hiệp với nước Pháp cách mạng. Năm 1804, Đế chế thứ nhất được Hoàng đế Napoléon I của Pháp thành lập. Các cuộc chiến giữa Napoléon và Liên minh chống Pháp của Anh, Áo, Phổ,... xảy ra liên miên trong khi Tây Ban Nha bấy giờ về phe Pháp. Trong trận Trafalgar vào năm 1805, Hải quân Anh do Đô đốc Horatio Nelson thống lĩnh đập tan tác hạm đội hỗn hợp của Hải quân Tây Ban Nha và Pháp, và Đô đốc Tây Ban Nha bị thương chí mạng. Sau đó, việc Tây Ban Nha rút khỏi Hệ thống phong tỏa Lục địa đã khiến Napoléon hết sức tức giận. Ông ta đã đem quân chiếm đóng và hạ bệ vua Carlos IV của Tây Ban Nha. Người dân Tây Ban Nha phản ứng rất mãnh liệt và quyết định ủng hộ con trai vua Carlos là Fernando. Ngày 2 tháng 5 năm 1808, cuộc khởi nghĩa giành độc lập người dân thủ đô Madrid bùng nổ, chống lại quân Pháp chiếm đóng.
Tây Ban Nha bị đặt vào vòng phong tỏa của Đế quốc Anh. Trong khi đó, các ủy ban hành chính tuyên bố ủng hộ Fernando, và họ mong có được nhiều quyền tự trị từ Madrid với một bản hiến pháp tự do. Năm 1812, Cádiz Cortes đã thành lập bản hiến pháp đầu tiên của nước Tây Ban Nha, Hiến pháp năm 1812 (19 tháng 3 năm 1812) (còn có tên là La Pepa).
Quân đội Anh, dưới sự lãnh đạo của công tước Wellington, đã đánh bại quân Pháp ở Bán đảo Iberia. Cuộc chiến tranh ở bán đảo Iberia có thể coi là cuộc chiến tranh du kích đầu tiên trong lịch sử cận đại Tây Âu. Những con đường tiếp tế của quân Pháp đã bị ngăn chặn và phá hủy bởi những chiến sĩ du kích Tây Ban Nha. Quân Pháp chính thức bị đánh bại trong trận Vitoria năm 1813, và đến năm sau, Fernando IV đã trở thành vua của Tây Ban Nha.
Sự xâm lược của Pháp đã để lại nhiều hậu quả tai hại cho Tây Ban Nha. Nền kinh tế bị tàn phá nặng nề, các thuộc địa của Tây Ban Nha ở châu Mỹ Latinh đua nhau đòi độc lập, nước này chỉ còn lại mỗi hai thuộc địa ở châu Mỹ là Cuba và Puerto Rico.

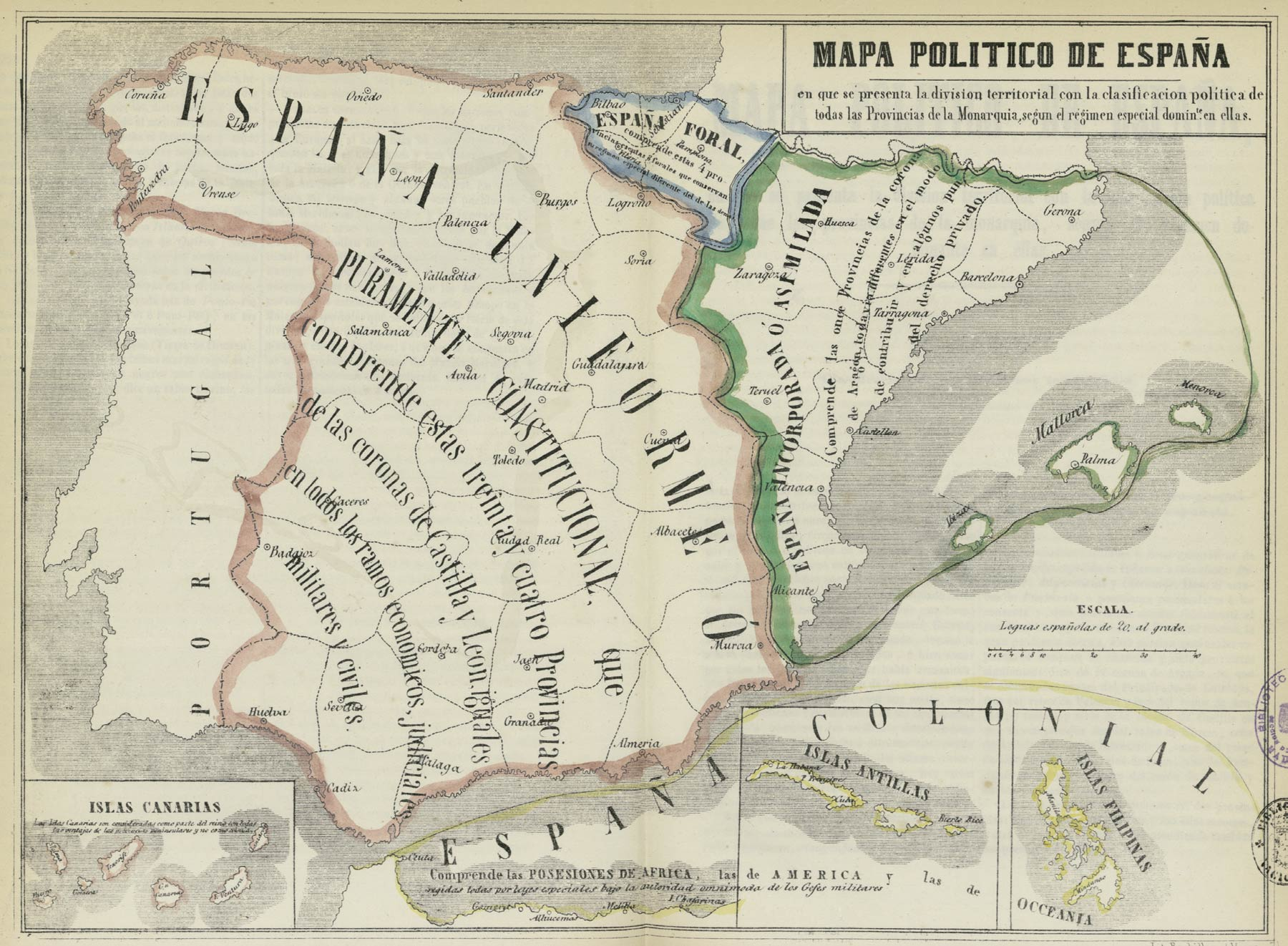
Bản đồ Tây Ban Nha năm 1850

Từ năm 1820-1823, một cuộc cách mạng đã diễn ra ở Tây Ban Nha đòi vua Fernando VII phải thực hiện bản Hiến pháp 1812, lãnh đạo bởi Rafael del Riego (1785–1823) và được người dân ủng hộ. Trước phong trào cách mạng, nhà vua đã phải thừa nhận bản hiến pháp và một số cải cách tư sản đã được tiến hành. Đến tháng 11 năm 1823, quân Bourbon của Pháp do Công tước của Angoulême chỉ huy đã theo lệnh của Liên minh Thần thánh tiến vào đàn áp, Riego bị xử tử.
Năm 1873, nền cộng hòa đầu tiên ở Tây Ban Nha được thành lập. Nhưng đến năm 1874, nền cộng hòa đã bị Giáo hội Công giáo Roma đàn áp.
Vào cuối thể kỷ 19, những phong trào dân tộc bùng nổ ở Cuba và Philippines, gây ra những cuộc chiến tranh đòi độc lập. Hoa Kỳ đã can thiệp vào các nước này và vào năm 1898, cuộc chiến tranh Hoa Kỳ-Tây Ban Nha bùng nổ. Kết quả là Tây Ban Nha đã mất nốt những thuộc địa cuối cùng của mình là Philippines, Guam ở châu Á và Cuba, Puerto Rico ở biển Caribe.

### Đầu thể kỷ 20
Những năm đầu của thể kỷ 20, tình hình Tây Ban Nha tương đối ổn định. Tây Ban Nha đã chiếm một số thuộc địa ở châu Phi như Tây Sahara, Maroc và Guinea Xích Đạo. Tuy nhiên, cuộc chiến tranh nổ ra tại Maroc vào năm 1931 đã làm suy giảm ảnh hưởng của Tây Ban Nha tại các thuộc địa này. Khoảng thời gian cai trị độc tài của tướng Miguel Primo de Rivera (1923-1931) kết thúc với việc nền cộng hòa thứ hai được thành lập. Chính quyền cộng hòa đã trao quyền tự trị cho các vùng như xứ Basque, Catalonia và Galacia, đồng thời công nhận quyền bầu cử của phụ nữ.
Năm 1936, cuộc nội chiến Tây Ban Nha bùng nổ giữa phe của viên tướng độc tài Francisco Franco, được sự ủng hộ của các nước phát xít Đức và Ý với phe Cộng hòa, được 54 quốc gia trên thế giới ủng hộ, trong đó có Liên Xô. Song do nội bộ chính phủ Cộng hòa thiếu thống nhất nên lực lượng ngày càng yếu đi. Ngày 21 tháng 3 năm 1939, Franco chiếm được thủ đô Madrid, chính phủ Cộng hòa bị lật đổ. Franco thiết lập nền thống trị độc tài ở Tây Ban Nha và ông ta trở thành nguyên thủ của đất nước này cho đến khi mất. Nội chiến Tây Ban Nha được coi là trận chiến mở màn cho Chiến tranh thế giới thứ hai sau đó. Dưới thời Franco, Tây Ban Nha giữ vai trò trung lập trong Chiến tranh thế giới thứ hai, nhưng vẫn ủng hộ cho Phe Trục của các nước phát xít.

### Kết thúc cùng với các thuộc địa cuối cùng tại châu Phi

Bản đồ của Guinea Xích Đạo

Đến cuối thế kỷ 17, chỉ có Melilla, Alhucemas, Peñón de Vélez de la Gomera (đã được lấy lại vào năm 1564), Ceuta (một phần của Đế quốc Bồ Đào Nha kể từ năm 1415, đã chọn giữ lại các liên kết của mình với Tây Ban Nha khi liên minh kết thúc, sự trung thành chính thức của Ceuta với Tây Ban Nha được Hiệp ước Lisbon được công nhận năm 1668), Oran và Mazalquivir vẫn là lãnh thổ Tây Ban Nha ở châu Phi. Các thành phố sau đó đã bị mất vào năm 1708, được tái chiếm vào năm 1732 và được Carlos IV bán vào năm 1792.
Năm 1778, Đảo Fernando Poo (nay là Bioko), đảo nhỏ liền kề và quyền thương mại đối với đất liền giữa sông Nigeria và sông Ogooué đã được người Bồ Đào Nha nhượng lại cho Tây Ban Nha để đổi lấy lãnh thổ ở Nam Mỹ (Hiệp ước El Pardo). Vào thế kỷ 19, một số nhà thám hiểm và nhà truyền giáo Tây Ban Nha sẽ đi qua khu vực này, trong số đó có Manuel Iradier.
Năm 1848, quân đội Tây Ban Nha đã chinh phục Islas Chafarinas.

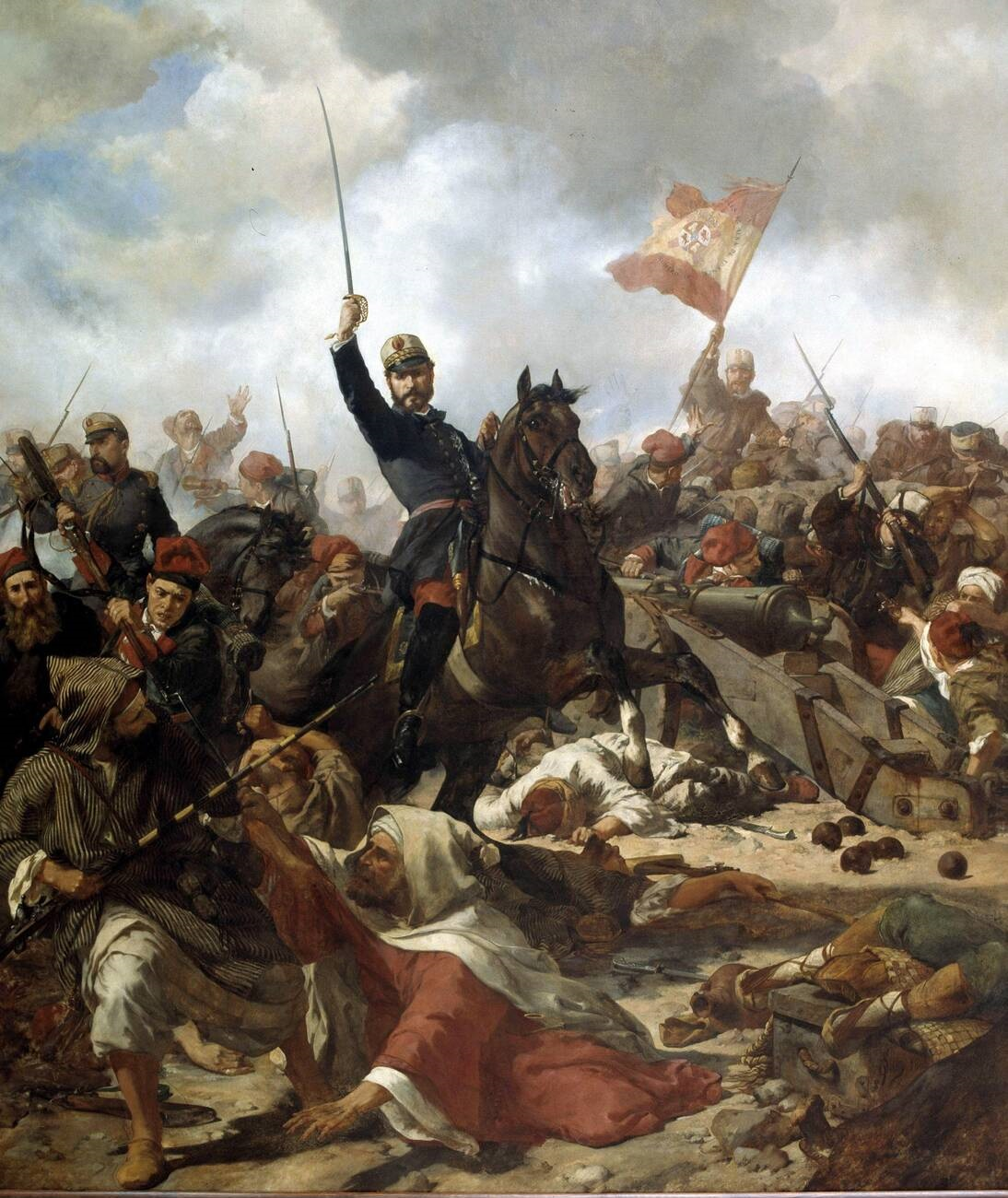
Bá tước Juan Reus trong Trận Tétouan

Năm 1860, sau Chiến tranh Tetuan, Maroc đã nhượng Sidi Ifni cho Tây Ban Nha như một phần của Hiệp ước Tangiers, trên cơ sở tiền đồn cũ của Santa Cruz de la Mar Pequeña, được cho là Sidi Ifni. Những thập kỷ hợp tác Pháp-Tây Ban Nha sau đó đã dẫn đến việc thành lập và mở rộng các nước bảo hộ Tây Ban Nha ở phía nam thành phố, và ảnh hưởng của Tây Ban Nha đạt được sự công nhận quốc tế trong Hội nghị Berlin năm 1884: Tây Ban Nha cùng quản lý Sidi Ifni và Tây Sahara. Tây Ban Nha tuyên bố bảo hộ trên bờ biển Guinea từ Cape Bojador đến Cap Blanc, và thậm chí cố gắng đưa ra yêu sách đối với các vùng Adrar và Tiris ở Mauritania. Río Muni trở thành người bảo hộ vào năm 1885 và là thuộc địa vào năm 1900. Các yêu sách mâu thuẫn với lục địa Guinea đã được giải quyết vào năm 1900 bởi Hiệp ước Paris, bởi vì Tây Ban Nha chỉ còn lại 26.000 km2 trong số 300.000 km về phía đông đến sông Ubangi mà ban đầu họ tuyên bố.
Sau một cuộc chiến ngắn vào năm 1893, Tây Ban Nha đã mở rộng ảnh hưởng ở phía nam từ Melilla.
Năm 1911, Maroc bị chia rẽ giữa Pháp và Tây Ban Nha. Súng trường Berber nổi loạn, dẫn đầu bởi Abdelkrim, cựu sĩ quan của chính quyền Tây Ban Nha. Trận Annual (1921) trong Chiến tranh súng trường là một thất bại quân sự bất ngờ, nghiêm trọng và gần như gây tử vong cho quân đội Tây Ban Nha chống lại quân nổi dậy Maroc. Một chính trị gia hàng đầu Tây Ban Nha tuyên bố mạnh mẽ: "Chúng ta đang ở thời kỳ suy đồi nghiêm trọng nhất của Tây Ban Nha". Sau thảm họa hàng năm, cuộc đổ bộ của Alhucemas diễn ra vào tháng 9 năm 1925 tại vịnh Alhucemas. Quân đội và Hải quân Tây Ban Nha với sự cộng tác nhỏ của một đội quân đồng minh Pháp đã chấm dứt Chiến tranh Súng trường. Đây được coi là cuộc đổ bộ thành công đầu tiên trong lịch sử được hỗ trợ bởi sức mạnh không quân trên biển và xe tăng.
Năm 1923, Tangier được tuyên bố là một thành phố quốc tế dưới sự quản lý chung của Pháp, Tây Ban Nha, Anh và sau đó là Ý.

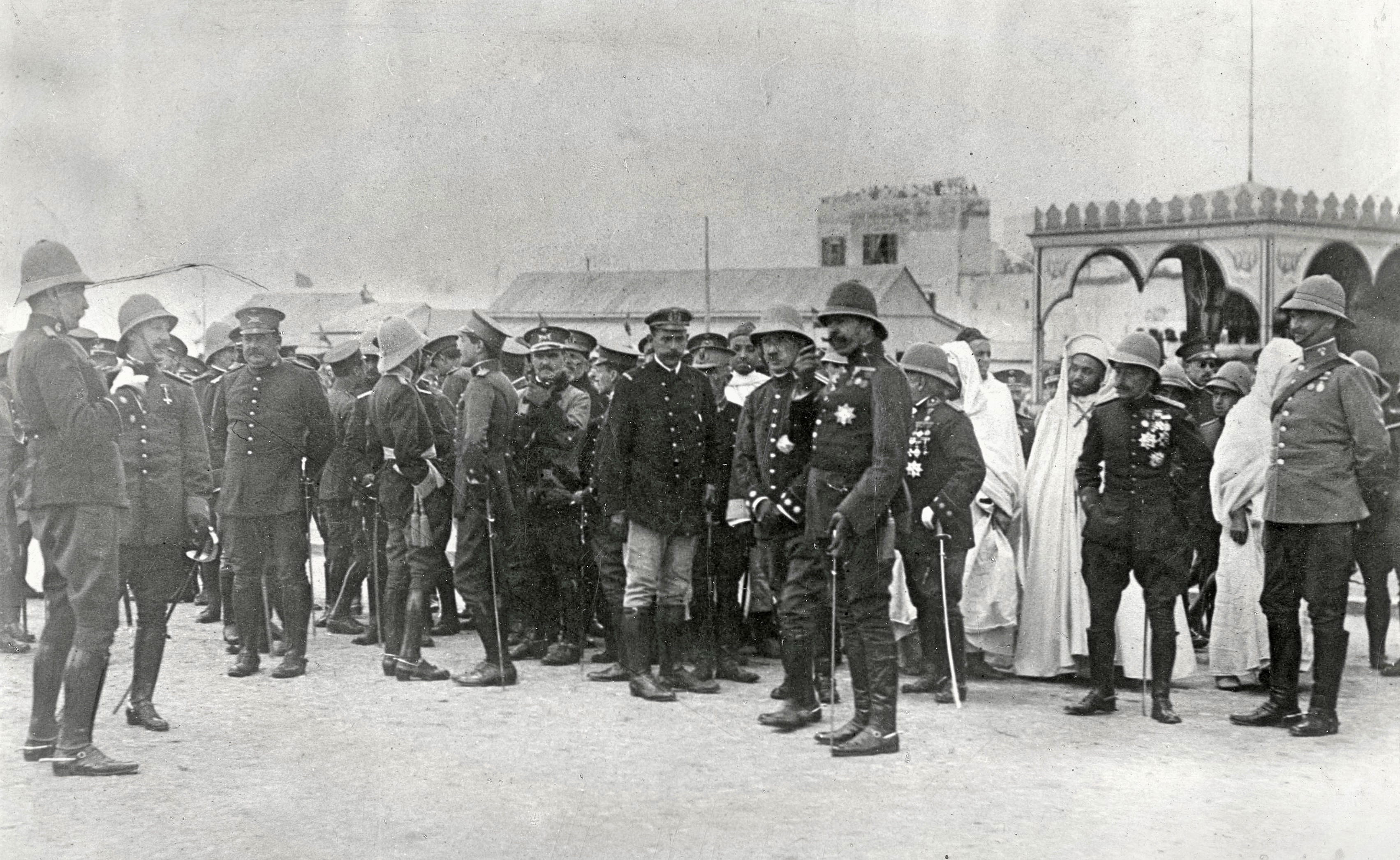
Sĩ quan Tây Ban Nha ở Châu Phi năm 1920

Năm 1926, Bioko và Río Muni được hợp nhất thành thuộc địa Guinée thuộc Tây Ban Nha, một tình trạng sẽ tồn tại đến năm 1959. Năm 1931, sau khi quân chủ sụp đổ, các thuộc địa châu Phi trở thành một phần của Cộng hòa Tây Ban Nha thứ hai. Năm 1934, dưới thời chính phủ của Thủ tướng Alejandro Lerroux, quân đội Tây Ban Nha do Tướng Osvaldo Capaz lãnh đạo đã đổ bộ vào Sidi Ifni và tiến hành chiếm đóng lãnh thổ, nhượng lại Maroc vào năm 1860. Năm năm sau, Francisco Franco, một vị tướng của Quân đội châu Phi, nổi dậy chống lại chính phủ cộng hòa và bắt đầu cuộc nội chiến Tây Ban Nha (1936–1939). Trong Chiến tranh thế giới thứ hai, sự hiện diện của Pháp Vichy ở Tangier đã bị vượt qua bởi Pháp của Tây Ban Nha.
Tây Ban Nha thiếu sự giàu có và sự quan tâm để phát triển một cơ sở hạ tầng kinh tế rộng lớn ở các thuộc địa châu Phi trong nửa đầu thế kỷ 20. Tuy nhiên, thông qua một hệ thống gia trưởng, đặc biệt là trên đảo Bioko, Tây Ban Nha đã phát triển các đồn điền ca cao lớn mà hàng ngàn công nhân Nigeria đã được nhập khẩu làm lao động.

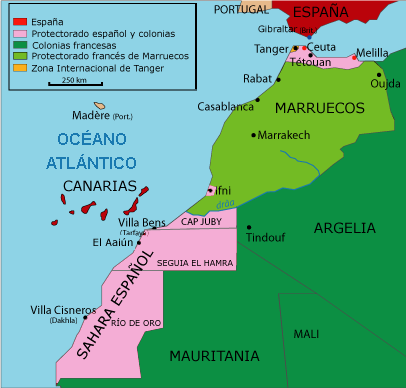
Maroc và lãnh thổ Tây Ban Nha

Năm 1956, khi Maroc thuộc Pháp độc lập, Tây Ban Nha đã giao Maroc Tây Ban Nha cho quốc gia mới, nhưng vẫn giữ quyền kiểm soát Sidi Ifni, vùng Tarfaya và Sahara thuộc Tây Ban Nha. Sultan Maroc (sau này là Vua) Mohammed V đã quan tâm đến các vùng lãnh thổ này và xâm chiếm Sahara Tây Ban Nha vào năm 1957, trong Chiến tranh Ifni, hoặc ở Tây Ban Nha, Chiến tranh bị lãng quên (la Guerra Olvidada). Năm 1958, Tây Ban Nha nhượng Tarfaya cho Mohammed V và gia nhập các quận riêng biệt trước đây là Saguia el-Hamra (ở phía bắc) và Río de Oro (ở phía nam) để thành lập tỉnh Sahara thuộc Tây Ban Nha.
Năm 1959, lãnh thổ Tây Ban Nha trên Vịnh Guinea được thành lập với địa vị tương tự như các tỉnh của đô thị Tây Ban Nha. Là vùng xích đạo Tây Ban Nha, nó được cai trị bởi một vị thống đốc thực thi các quyền lực quân sự và dân sự. Cuộc bầu cử địa phương đầu tiên được tổ chức vào năm 1959, và các đại diện Guinea Xích Đạo đầu tiên đã ngồi trong Quốc hội Tây Ban Nha. Theo Luật cơ bản tháng 12 năm 1963, quyền tự chủ hạn chế được ủy quyền dưới một cơ quan lập pháp chung cho hai tỉnh của lãnh thổ. Tên của đất nước đã được đổi thành Guinea Xích Đạo. Tháng 3 năm 1968, dưới áp lực của những người theo chủ nghĩa dân tộc Equatoguinean và Liên Hợp Quốc, Tây Ban Nha tuyên bố sẽ trao độc lập cho đất nước.
Năm 1969, dưới áp lực quốc tế, Tây Ban Nha đã đưa Sidi Ifni trở lại Maroc. Sự kiểm soát của Tây Ban Nha đối với Sahara Tây Ban Nha chịu đựng cho đến khi Tháng Ba Xanh 1975 đã thúc đẩy rút tiền, dưới áp lực quân sự của Maroc. Tương lai của thuộc địa cũ này của Tây Ban Nha vẫn chưa chắc chắn.
Quần đảo Canary và các thành phố Tây Ban Nha ở lục địa châu Phi được coi là một phần bằng nhau của Tây Ban Nha và Liên minh châu Âu nhưng có một hệ thống thuế khác nhau.
Maroc vẫn tuyên bố Ceuta, Melilla, và plazas de soberanía mặc dù họ được quốc tế công nhận là bộ phận hành chính của Tây Ban Nha. Isla Perejil bị chiếm đóng vào ngày 11 tháng 7 năm 2002 bởi quân đội và quân đội Maroc, những người bị lực lượng Hải quân Tây Ban Nha đuổi đi trong một chiến dịch không đổ máu.

## Châu Mỹ Tây Ban Nha
Đến cuối thời kỳ cai trị của đế quốc, Tây Ban Nha gọi các tài sản ở nước ngoài của mình ở Châu Mỹ và Philippines là "Ấn", một tàn dư lâu dài của khái niệm Colombo rằng ông đã đến Châu Á bằng cách đi về phía tây. Khi các lãnh thổ này đạt đến tầm quan trọng cao, vương quyền đã thành lập Hội đồng Ấn vào năm 1524, sau cuộc chinh phạt của Đế quốc Aztec, khẳng định quyền kiểm soát vĩnh viễn của hoàng gia đối với tài sản của mình. Các khu vực có dân cư bản địa dày đặc và nguồn tài sản khoáng sản thu hút người định cư Tây Ban Nha trở thành trung tâm thuộc địa, trong khi những khu vực không có tài nguyên như vậy là ngoại vi để thu hút sự quan tâm. Khi các khu vực được sáp nhập vào đế quốc và tầm quan trọng của chúng được đánh giá, tài sản ở nước ngoài bị kiểm soát vương quyền mạnh hơn hoặc yếu hơn. vương quyền đã học được bài học của mình với sự cai trị của Cristoforo Colombo và những người thừa kế ở Caribe, và sau đó họ không bao giờ được ủy quyền quyền lực càn quét cho các nhà thám hiểm và chinh phục. Cuộc chinh phạt của các vị vua Công giáo ở Granada vào năm 1492 và việc trục xuất người Do Thái của họ "là những biểu hiện chiến đấu của tình trạng tôn giáo tại thời điểm bắt đầu thuộc địa châu Mỹ". Quyền lực của vương quyền trong lĩnh vực tôn giáo là tuyệt đối trong tài sản ở nước ngoài thông qua việc cấp quyền của Giáo hoàng thực sự, và "Công giáo được liên kết một cách tự nhiên với chính quyền hoàng gia". Quan hệ Giáo hội-Nhà nước được thiết lập trong thời kỳ chinh phục và duy trì ổn định cho đến cuối kỷ nguyên Habsburg vào năm 1700, khi các quốc vương Bourbon thực hiện những cải cách lớn và thay đổi mối quan hệ giữa vương quyền và tế đàn.
Chính quyền của vương quyền của đế chế hải ngoại của nó được thực thi bởi các quan chức hoàng gia trong cả lĩnh vực dân sự và tôn giáo, thường có quyền tài phán chồng chéo. vương quyền có thể điều hành các đế quốc ở Ấn bằng cách sử dụng giới tinh hoa bản địa làm trung gian với dân số bản địa lớn. Chi phí hành chính của đế chế được giữ ở mức thấp, với một số ít các quan chức Tây Ban Nha thường trả lương thấp. Chính sách vương quyền duy trì một hệ thống thương mại khép kín chỉ giới hạn ở một cảng ở Tây Ban Nha và chỉ một số ít ở Ấn không hoạt động, với các nhà buôn châu Âu cung cấp cho thương nhân Tây Ban Nha tại cảng Sevilla của Tây Ban Nha với hàng dệt may chất lượng cao và hàng hóa sản xuất khác mà Tây Ban Nha bản thân nó không thể cung cấp. Phần lớn bạc của Ấn đã được chuyển vào các nhà buôn châu Âu đó. Các quan chức của vuơgn thất tại Ấn đã cho phép tạo ra cả một hệ thống thương mại, trong đó họ có thể ép buộc người dân bản địa tham gia trong khi gặt hái lợi nhuận hợp tác với các thương nhân.

## Kinh tế

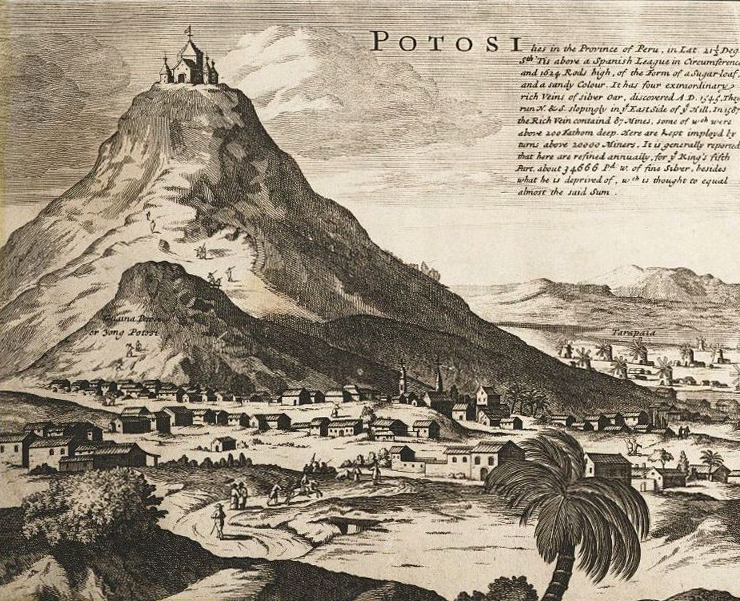
Cerro de Potosí, được phát hiện vào năm 1545, mỏ bạc duy nhất ở Peru, sử dụng lao động bản địa cưỡng bức mit'a

Đế quốc Tây Ban Nha được hưởng lợi từ các nguồn tài nguyên dồi dào ở hải ngoại với dân số bản địa lớn có thể khai thác và các khu vực khai thác phong phú. Cho rằng, vương quyền đã cố gắng tạo ra và duy trì một hệ thống trọng thương khép kín cổ điển, tránh xa các đối thủ cạnh tranh và giữ sự giàu có trong đế chế. Trong khi Habsburg cam kết duy trì sự độc quyền nhà nước về lý thuyết, thì thực tế Đế chế là một lãnh địa kinh tế xốp và buôn lậu lan rộng. Vào thế kỷ 16 và 17 dưới thời Habsburg, Tây Ban Nha đã trải qua sự suy giảm dần dần về điều kiện kinh tế, đặc biệt là liên quan đến sự phát triển công nghiệp của các đối thủ Pháp, Hà Lan và Anh. Nhiều hàng hóa được xuất khẩu sang Đế chế có nguồn gốc từ các nhà sản xuất ở tây bắc châu Âu, chứ không phải ở Tây Ban Nha. Nhưng các hoạt động thương mại bất hợp pháp đã trở thành một phần trong cấu trúc hành chính của Đế chế. Được hỗ trợ bởi dòng chảy bạc lớn từ Mỹ, thương mại bị cấm bởi các hạn chế thương mại của chủ nghĩa trọng thương Tây Ban Nha phát triển mạnh mẽ, bởi vì nó cung cấp một nguồn thu nhập cho cả quan chức vương quyền và thương nhân tư nhân. Cơ cấu hành chính địa phương ở Buenos Aires, chẳng hạn, được thành lập thông qua việc giám sát cả thương mại hợp pháp và bất hợp pháp. Vào thế kỷ thứ mười tám, vương quyền đã cố gắng đảo ngược tiến trình dưới thời các vị vua Bourbon. vương quyền theo đuổi các cuộc chiến tranh để duy trì và mở rộng lãnh thổ, bảo vệ đức tin Công giáo và dập tắt đạo Tin lành, và đánh bại sức mạnh Ottoman vượt xa khả năng chi trả cho tất cả, bất chấp việc sản xuất bạc lớn ở Peru và México. Hầu hết dòng chảy đó đã trả cho những người lính đánh thuê trong các cuộc chiến tôn giáo ở châu Âu trong thế kỷ thứ mười sáu và mười bảy và vào tay thương nhân nước ngoài để trả tiền cho hàng tiêu dùng được sản xuất ở Bắc Âu. Nghịch lý là sự giàu có của Ấn làm nghèo nàn Tây Ban Nha và làm giàu cho Bắc Âu. Vào thế kỷ thứ mười tám, vương quyền đã cố gắng đảo ngược tiến trình dưới thời các vị vua Bourbon.
Điều này đã được công nhận ở Tây Ban Nha, với các nhà văn về kinh tế chính trị, arbitristas gửi các phân tích dài vương quyền dưới dạng "đài tưởng niệm, về các vấn đề nhận thức và với các giải pháp được đề xuất. Theo các nhà tư tưởng này, "Chi tiêu hoàng gia phải được điều tiết, việc bán văn phòng tạm dừng, sự tăng trưởng của nhà thờ đã được kiểm tra. Hệ thống thuế phải được đại tu, phải nhượng bộ đặc biệt cho những người lao động nông nghiệp, những dòng sông được tưới tiêu và làm khô đất. bằng cách này một mình năng suất của Castile có thể tăng lên, thương mại của nó được phục hồi và sự phụ thuộc nhục nhã của nó vào người nước ngoài, vào người Hà Lan và người Genova, bị chấm dứt".
Từ những ngày đầu của vùng Caribe và kỷ nguyên chinh phục, vương quyền đã cố gắng kiểm soát thương mại giữa Tây Ban Nha và Ấn bằng các chính sách hạn chế được thi hành bởi Nhà Trade (1503) ở Sevilla. Vận chuyển đã đi qua các cảng đặc biệt ở Tây Ban Nha (Sevilla, sau đó là Cadiz), Châu Mỹ Tây Ban Nha (Veracruz, Acapulco, La Habana, Cartagena de Indias, và Callao/Lima) và Philippines (Manila). Những người định cư Tây Ban Nha ở Ấn trong thời kỳ đầu rất ít và Tây Ban Nha có thể cung cấp đủ hàng hóa cho họ. Nhưng khi các đế chế Aztec và Inca bị chinh phục vào đầu thế kỷ XVI và sau đó là các mỏ bạc lớn được tìm thấy ở cả México và Peru, các khu vực của các đế chế lớn đó, nhập cư Tây Ban Nha tăng lên và nhu cầu về hàng hóa tăng vượt xa khả năng cung cấp của Tây Ban Nha. Vì Tây Ban Nha có ít vốn để đầu tư vào thương mại mở rộng và không có tập đoàn thương mại, chủ ngân hàng và nhà thương mại quan trọng nào ở Genova, Đức, Hà Lan, Pháp và Anh cung cấp cả vốn đầu tư và hàng hóa trong một hệ thống được cho là khép kín. Ngay cả trong thế kỷ XVI, Tây Ban Nha đã nhận ra rằng hệ thống khép kín lý tưởng hóa không hoạt động trong thực tế. Mặc dù vương quyền không làm thay đổi cấu trúc hạn chế hoặc chủ trương thận trọng tài khóa, bất chấp lời cầu xin của trọng tài, thương mại Ấn vẫn trên danh nghĩa của Tây Ban Nha, nhưng thực tế đã làm phong phú các quốc gia châu Âu khác.

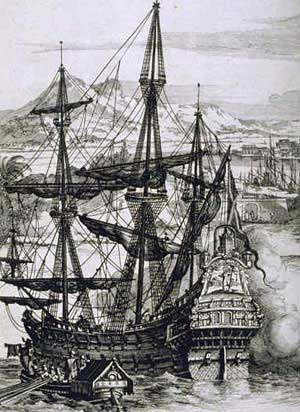
Galleon Tây Ban Nha, trụ cột của vận chuyển xuyên Đại Tây Dương và xuyên Thái Bình Dương, khắc bởi Albert Dürer

vương quyền thiết lập hệ thống đội tàu kho báu (flota) để bảo vệ việc vận chuyển bạc đến Sevilla (later Cadiz). Các thương nhân ở Sevilla đã chuyển các mặt hàng tiêu dùng đã được đăng ký và đánh thuế bởi House of Trade. đã được gửi đến Ấn Độ được sản xuất ở các nước châu Âu khác. Các lợi ích thương mại khác của châu Âu đã chiếm lĩnh nguồn cung, với các nhà buôn Tây Ban Nha và bang hội của họ (consulados) ở Tây Ban Nha và Ấn Độ đóng vai trò trung gian, gặt hái lợi nhuận một phần lợi nhuận. Tuy nhiên, những lợi nhuận đó không thúc đẩy sự phát triển kinh tế của Tây Ban Nha trong một lĩnh vực sản xuất, với nền kinh tế tiếp tục dựa vào nông nghiệp. Sự giàu có của Ấn Độ dẫn đến sự thịnh vượng ở Bắc Âu, đặc biệt là Hà Lan và Anh, cả Tin lành. Khi sức mạnh của Tây Ban Nha suy yếu vào thế kỷ XVII, Anh, Hà Lan và Pháp đã tận dụng lợi thế ở nước ngoài bằng cách chiếm giữ các hòn đảo ở vùng biển Caribbean, trở thành căn cứ cho một thương mại buôn lậu ở Tây Ban Nha. Các quan chức của vương quyền, những người được cho là đàn áp buôn bán hàng lậu thường khá thường xuyên trong các cuộc tấn công với người nước ngoài, vì đó là một nguồn làm giàu cá nhân. Ở Tây Ban Nha, vương quyền đã tham gia thông đồng với các nhà buôn nước ngoài, vì họ đã trả tiền phạt, "có nghĩa là để thiết lập một khoản bồi thường cho nhà nước cho các tổn thất thông qua gian lận." nó trở thành rủi ro tính toán cho việc kinh doanh; Đối với vương quyền, nó có được thu nhập, nó sẽ mất đi. Thương nhân nước ngoài là một phần của hệ thống thương mại được cho là độc quyền. Việc chuyển Nhà Thương mại từ Sevilla sang Cadiz đồng nghĩa với việc tiếp cận dễ dàng hơn các nhà buôn nước ngoài sang thương mại Tây Ban Nha.
Động cơ của nền kinh tế đế quốc Tây Ban Nha có tác động toàn cầu là khai thác bạc. Các mỏ ở Peru và México nằm trong tay một số doanh nhân khai thác ưu tú, với khả năng tiếp cận vốn và dạ dày cho việc khai thác rủi ro. Họ hoạt động theo một hệ thống cấp phép của hoàng gia, kể từ khi vương quyền nắm giữ quyền đối với sự giàu có dưới lòng đất. Các doanh nhân khai thác giả định tất cả rủi ro của doanh nghiệp, trong khi vương quyền đạt được 20% lợi nhuận, thứ năm hoàng gia ("Quinto"). Thêm vào doanh thu của vương quyền là việc khai thác là vương quyền độc quyền trong việc cung cấp thủy ngân, được sử dụng để tách bạc nguyên chất từ quặng bạc trong quy trình sản xuất hiên. vương quyền giữ giá cao, do đó làm giảm khối lượng sản xuất bạc. Việc bảo vệ dòng chảy của nó từ México và Peru khi nó chuyển đến các cảng để vận chuyển đến Tây Ban Nha đã sớm dẫn đến một hệ thống đoàn xe (flota) đi thuyền hai lần một năm. Thành công của nó có thể được đánh giá bởi thực tế là hạm đội bạc chỉ bị bắt giữ một lần, vào năm 1628 bởi tư nhân người Hà Lan, ông Piet Hein. Sự mất mát đó dẫn đến sự phá sản của vương quyền Tây Ban Nha và thời kỳ suy thoái kinh tế kéo dài ở Tây Ban Nha. Một thực tế được người Tây Ban Nha sử dụng để tập hợp công nhân cho các mỏ được gọi là repartimiento. Đây là một hệ thống lao động cưỡng bức luân phiên, nơi các pueblos bản địa có nghĩa vụ phải đưa người lao động đến làm việc tại các mỏ và đồn điền Tây Ban Nha trong một số ngày trong năm. Repartimiento đã không được thực hiện để thay thế lao động nô lệ mà thay vào đó tồn tại bên cạnh lao động lương tự do, nô lệ và lao động thụt đầu dòng. Tuy nhiên, đó là một cách để người Tây Ban Nha mua sắm lao động giá rẻ, do đó thúc đẩy nền kinh tế khai thác. Điều quan trọng cần lưu ý là những người đàn ông làm việc như những người lao động repartimiento không phải lúc nào cũng chống lại việc thực hành. Một số người bị lôi kéo vào lao động như một cách để bổ sung tiền lương mà họ kiếm được từ các lĩnh vực trồng trọt để hỗ trợ gia đình của họ và, tất nhiên, phải trả tiền cống nạp. Đầu tiên, một người Tây Ban Nha có thể khiến những người lao động repartimiento làm việc cho họ với sự cho phép của một quan chức vương quyền, chẳng hạn như một cha đẻ, chỉ trên cơ sở rằng lao động này là hoàn toàn cần thiết để cung cấp cho đất nước những nguồn lực quan trọng. Tình trạng này trở nên lỏng lẻo hơn khi nhiều năm trôi qua và các doanh nghiệp khác nhau có lao động repartimiento nơi họ sẽ làm việc trong điều kiện nguy hiểm trong thời gian dài và lương thấp.

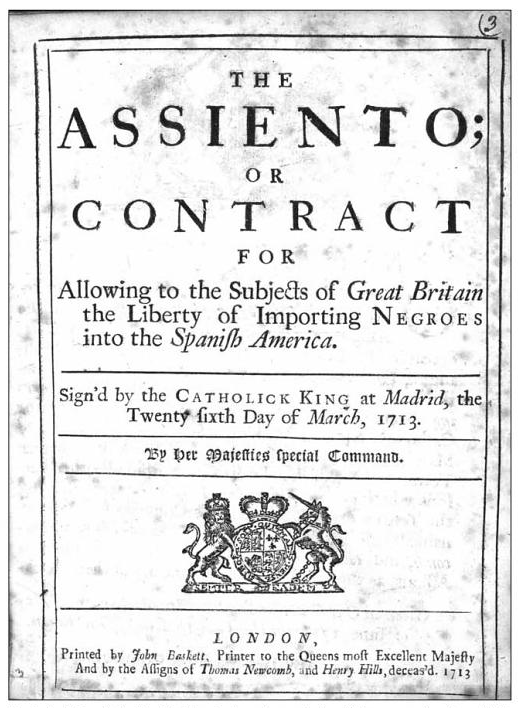
Bìa bản dịch tiếng Anh của hợp đồng Asiento được ký kết bởi Anh và Tây Ban Nha vào năm 1713 như một phần của hiệp ước Utrecht chấm dứt Chiến tranh kế vị Tây Ban Nha. Hợp đồng đã trao quyền độc quyền cho Anh để bán nô lệ ở Ấn Tây Ban Nha.

Trong thời đại Bourbon, các cải cách kinh tế đã tìm cách đảo ngược mô hình khiến Tây Ban Nha bị bần cùng hóa, không có khu vực sản xuất và các thuộc địa của nó cần cho hàng hóa sản xuất được cung cấp bởi các quốc gia khác. Nó đã cố gắng tái cấu trúc để thiết lập như một hệ thống giao dịch khép kín, nhưng nó bị cản trở bởi các điều khoản của Hiệp ước Utrecht năm 1713. Hiệp ước chấm dứt Chiến tranh kế vị Tây Ban Nha bằng một chiến thắng cho ứng cử viên Bourbon giành ngai vàng đã có một điều khoản cho người Anh buôn bán hợp pháp bằng giấy phép (asiento) nô lệ châu Phi sang Tây Ban Nha Mỹ. Quy định này làm suy yếu khả năng của một hệ thống độc quyền Tây Ban Nha được tân trang. Các thương nhân cũng sử dụng cơ hội để tham gia buôn bán hàng hóa sản xuất của họ. Chính sách của vương quyền đã tìm cách làm cho thương mại hợp pháp trở nên hấp dẫn hơn so với việc buôn bán tự do (comercio libre) vào năm 1778, theo đó các cảng của Tây Ban Nha Mỹ có thể giao dịch với nhau và họ có thể giao dịch với bất kỳ cảng nào ở Tây Ban Nha. Nó nhằm mục đích cải tổ một hệ thống Tây Ban Nha khép kín và vượt xa đế chế Anh ngày càng hùng mạnh. Sản xuất bạc hồi sinh vào thế kỷ thứ mười tám, với sản lượng vượt xa sản lượng trước đó. vương quyền giảm thuế đối với thủy ngân, có nghĩa là một khối lượng bạc nguyên chất lớn hơn có thể được tinh chế. Khai thác bạc đã hấp thụ hầu hết vốn có sẵn ở México và Peru, và vương quyền nhấn mạnh việc sản xuất kim loại quý được gửi đến Tây Ban Nha. Có một số sự phát triển kinh tế ở Ấn Độ để cung cấp thực phẩm, nhưng một nền kinh tế đa dạng đã không xuất hiện. Các cải cách kinh tế của thời đại Bourbon đều hình thành và bản thân chúng bị ảnh hưởng bởi sự phát triển địa chính trị ở châu Âu. Các cải cách Bourbon nảy sinh từ Chiến tranh Kế vị Tây Ban Nha. Đến lượt mình, nỗ lực thắt chặt kiểm soát đối với các thị trường thuộc địa ở châu Mỹ đã dẫn đến xung đột với các cường quốc châu Âu khác đang tranh giành quyền truy cập vào họ. Sau một loạt các cuộc giao tranh trong suốt những năm 1700 về các chính sách chặt chẽ hơn, hệ thống thương mại cải cách của Tây Ban Nha đã dẫn đến chiến tranh với Anh vào năm 1796. Trong khi đó, ở châu Mỹ, các chính sách kinh tế được ban hành dưới thời Bourbon có những tác động khác nhau ở các khu vực khác nhau. Một mặt, sản xuất bạc ở Tân Tây Ban Nha tăng lên rất nhiều và dẫn đến tăng trưởng kinh tế. Nhưng phần lớn lợi nhuận của ngành khai thác được hồi sinh đã dành cho giới thượng lưu và các quan chức nhà nước, trong khi ở các vùng nông thôn của Tân Tây Ban Nha, điều kiện cho công nhân nông thôn xấu đi, góp phần gây bất ổn xã hội sẽ ảnh hưởng đến các cuộc nổi dậy tiếp theo.

## Kỷ nguyên cải cách của nhà Borbón

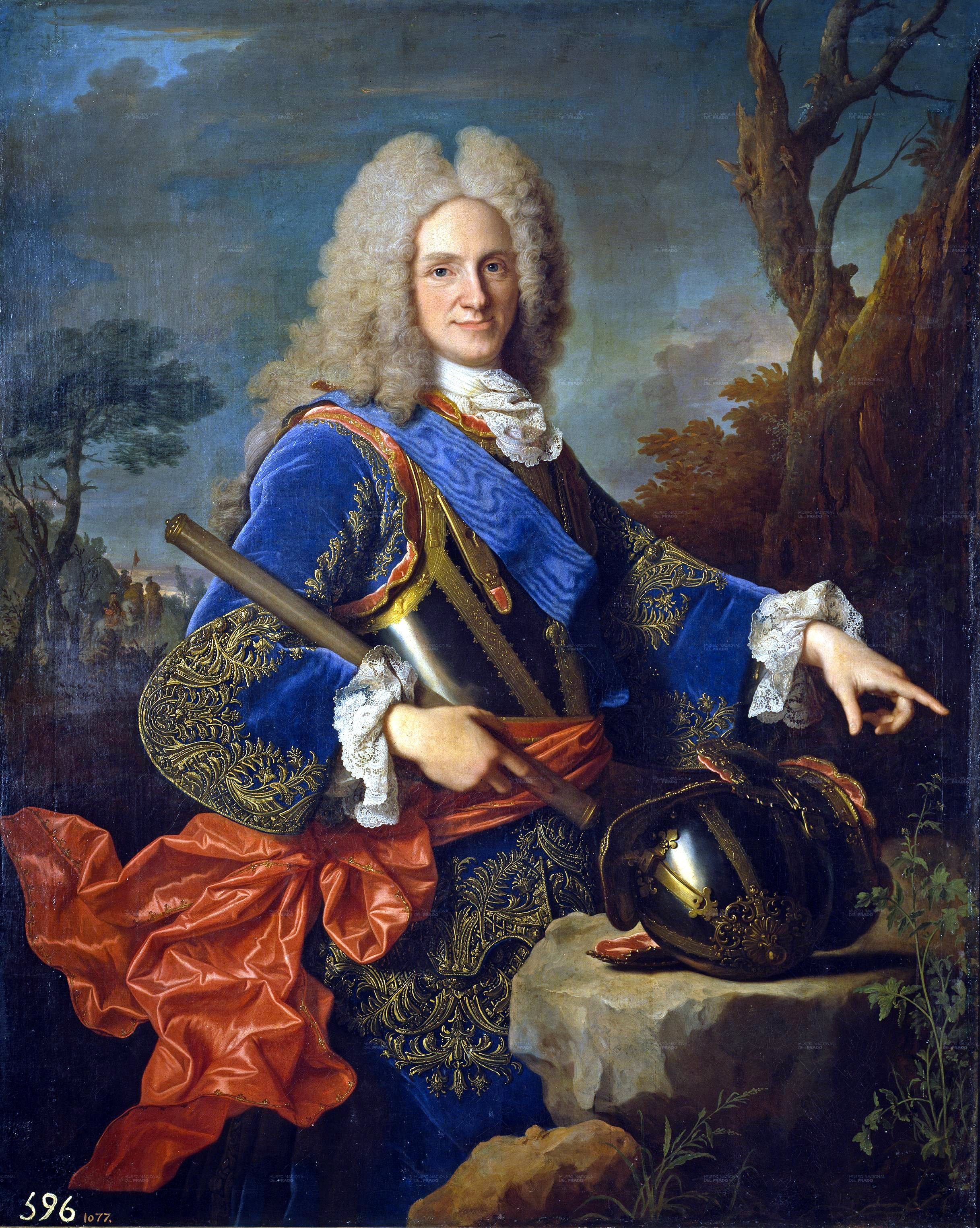
Felipe V của Tây Ban Nha (1700-1746), vị vua đầu tiên của Tây Ban Nha thuộc Nhà Bourbon.
Trong thời gian cai trị của mình, Tây Ban Nha đã đánh bại một cuộc xâm lược Tây Ban Nha của Áo và Anh nhưng mất quyền kiểm soát Ý trong Chiến tranh Kế vị Tây Ban Nha (1701–1714), chinh phục Oran Đế quốc Ottoman (1732), chiếm lại thành phố Napoli và Sicilia trong Chiến tranh Kế vị Ba Lan (1733–1735) và chiến đấu trong Chiến tranh Kế vị Áo (1740–1748), chinh phục nhanh gọn Milan, Parma và Piacenza.

Với cái chết năm 1700 của Carlos II không có con, vương miện của Tây Ban Nha đã được tranh cãi trong Cuộc chiến kế vị Tây Ban Nha. Theo Hiệp ước Utrecht (11 tháng 4 năm 1713) kết thúc chiến tranh, Hoàng tử Pháp của nhà Borbón, Philippe của Anjou, cháu của Louis XIV của Pháp, trở thành vua Philippe V. Ông giữ lại đế chế hải ngoại Tây Ban Nha ở châu Mỹ và Philippines. Thỏa thuận giải quyết đã mang lại chiến lợi phẩm cho những người đã ủng hộ Habsburg cho chế độ quân chủ Tây Ban Nha, nhượng lại lãnh thổ châu Âu của Tây Ban Nha Hà Lan, Naples, Milan và Sardinia cho Áo; Sicily và một phần của Milan đến Công tước Savoy, và Gibraltar và Menorca đến Vương quốc Anh. Hiệp ước cũng trao cho người Anh quyền độc quyền buôn bán nô lệ ở Tây Ban Nha Mỹ trong ba mươi năm, asiento, cũng như các chuyến đi được cấp phép đến các cảng trong sự thống trị của thực dân Tây Ban Nha, mở cửa, cho cả buôn bán trái phép và bất hợp pháp.
Sự phục hồi kinh tế và nhân khẩu học của Tây Ban Nha đã bắt đầu chậm chạp trong những thập kỷ cuối của triều đại Habsburg, như một điều hiển nhiên từ sự tăng trưởng của các đoàn xe thương mại và sự tăng trưởng nhanh hơn của buôn bán bất hợp pháp trong giai đoạn này. (Sự tăng trưởng này chậm hơn tốc độ tăng trưởng buôn bán bất hợp pháp của các đối thủ phía bắc trong thị trường của đế chế.) Tuy nhiên, sự phục hồi này sau đó không được chuyển thành cải tiến thể chế, thay vào đó là "giải pháp gần đúng cho các vấn đề thường trực". Di sản của sự lãng quên này đã được phản ánh trong những năm đầu của chế độ Bourbon, trong đó quân đội đã vô tình lao vào trận chiến trong Liên minh Quadruple (1718–1720). Sau chiến tranh, chế độ quân chủ Bourbon mới có cách tiếp cận thận trọng hơn nhiều đối với quan hệ quốc tế, dựa vào liên minh gia tộc với Bourbon Pháp, và tiếp tục theo một chương trình đổi mới thể chế.
Chương trình vương thast để ban hành các cải cách thúc đẩy kiểm soát hành chính và hiệu quả trong vùng đô thị để gây bất lợi cho các thuộc địa làm suy yếu lòng trung thành của giới thượng lưu đối với vương miện. Khi lực lượng Napoléon Bonaparte của Pháp xâm chiếm bán đảo Iberia vào năm 1808, Napoléon đã lật đổ chế độ quân chủ Bourbon Tây Ban Nha, đặt anh trai Joseph Bonaparte lên ngai vàng Tây Ban Nha. Có một cuộc khủng hoảng về tính hợp pháp của sự thống trị vương quyền ở châu Mỹ Tây Ban Nha, dẫn đến Chiến tranh giành độc lập châu Mỹ Tây Ban Nha (1808–1826).

### Cải cách Bourbon

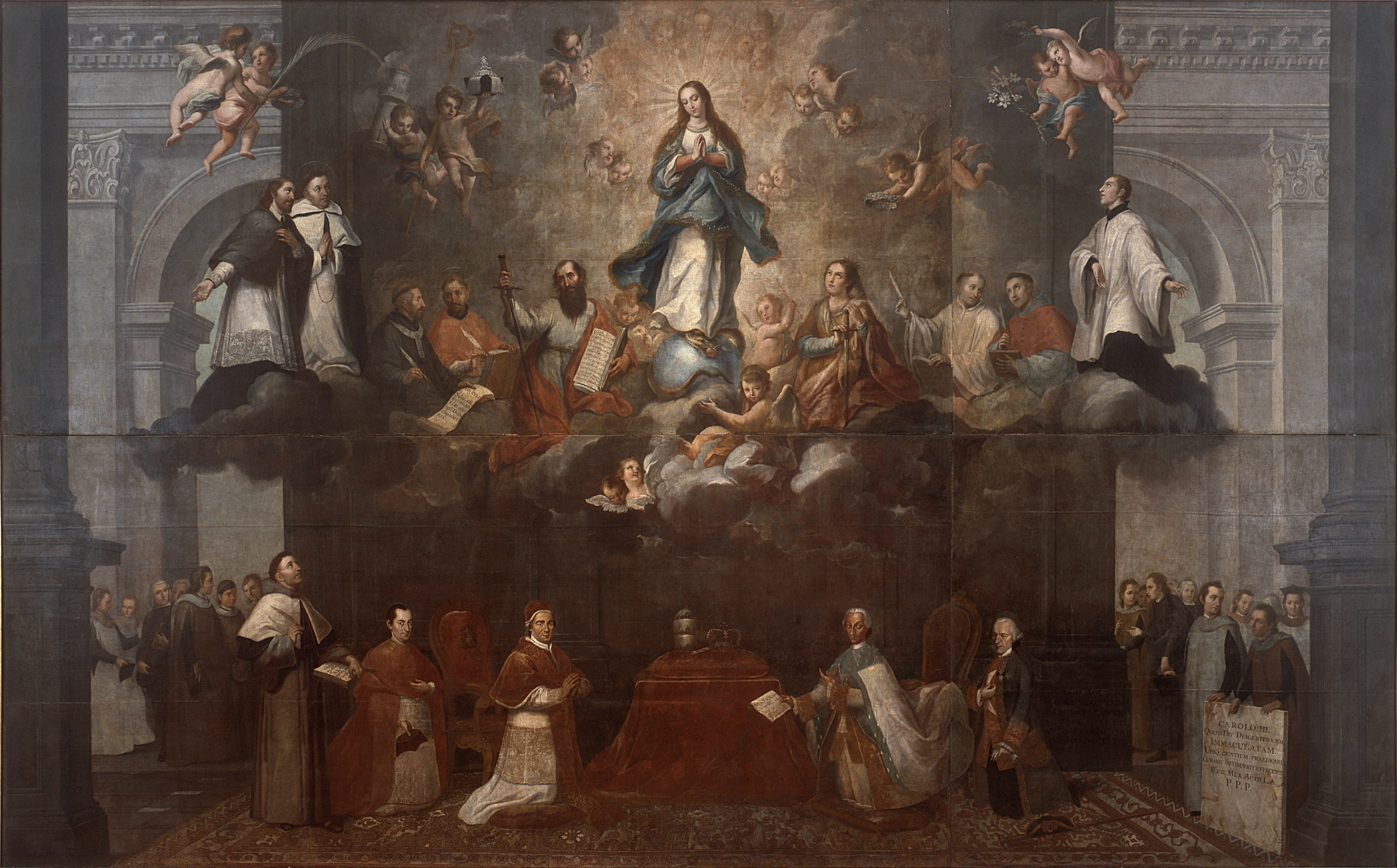
Đại diện của hai quyền lực, nhà thờ và nhà nước, được biểu tượng bằng bàn thờ và ngai vàng, với sự hiện diện của nhà vua Carlos III và Giáo hoàng Clement XIV, được tán thành bởi Phó vương, Antonio Bucareli và Tổng giám mục, Alonso Núñez de Haro, tương ứng, trước Đức Trinh Nữ Maria. "Tôn vinh Đức Mẹ Vô nhiễm Nguyên tội".

Ý định rộng nhất của Bourbons Tây Ban Nha là tổ chức lại các thể chế của đế chế để quản lý nó tốt hơn vì lợi ích của Tây Ban Nha và vương miện. Nó đã tìm cách tăng doanh thu và để khẳng định quyền kiểm soát vương miện lớn hơn, bao gồm cả Giáo hội Công giáo. Tập trung quyền lực là vì lợi ích của vương miện và đô thị và để bảo vệ đế chế của mình chống lại các cuộc xâm lược của nước ngoài. Từ quan điểm của Tây Ban Nha, các cấu trúc cai trị thuộc địa dưới thời Habsburg không còn hoạt động vì lợi ích của Tây Ban Nha, với nhiều của cải được giữ lại ở Tây Ban Nha Mỹ và đến các cường quốc châu Âu khác. Sự hiện diện của các cường quốc châu Âu khác tại vùng biển Caribbean, với tiếng Anh ở Barbados (1627), St Kitts (1623-5) và Jamaica (1655); người Hà Lan ở Curaçao và người Pháp ở Saint Sebastue (Haiti) (1697), Martinique và Guadaloupe đã phá vỡ sự toàn vẹn của hệ thống trọng thương Tây Ban Nha khép kín và thiết lập các thuộc địa đường thịnh vượng.
Vào đầu triều đại của mình, Bourbon Tây Ban Nha đầu tiên, Vua Philip V, đã tổ chức lại chính phủ để tăng cường quyền hành pháp của quốc vương như đã được thực hiện ở Pháp, thay cho hệ thống đa văn hóa có chủ ý của các Hội đồng.
Vào năm 1717–1718, các cấu trúc để cai trị Ấn, 'Consejo de Indias' và 'Casa de Contratación', điều hành các khoản đầu tư vào đội tàu kho báu cồng kềnh của Tây Ban Nha, đã được chuyển từ Seville đến Cadiz, nơi các nhà buôn nước ngoài dễ dàng tiếp cận với thương mại Ấn. Cadiz trở thành một cổng cho tất cả giao dịch của Ấn (xem Hệ thống flota). Các chuyến đi cá nhân đều đặn chậm chạp trong việc di chuyển các đoàn tàu vũ trang truyền thống, nhưng đến những năm 1760, đã có những con tàu thường xuyên đi qua Đại Tây Dương từ Cadiz đến Havana và Puerto Rico, và trong những khoảng thời gian dài hơn đến Río de la Plata vào năm 1776. Thương mại hàng lậu vốn là huyết mạch của đế chế Habsburg đã giảm tỷ lệ thuận với vận chuyển đã đăng ký (một cơ quan đăng ký vận chuyển đã được thành lập vào năm 1735).
Hai biến động đã được đăng ký không hài lòng ở Tây Ban Nha Mỹ và đồng thời chứng minh khả năng phục hồi mới của hệ thống cải cách: cuộc nổi dậy Tupac Amaru ở Peru năm 1780 và cuộc nổi dậy của những kẻ thù của New Granada, cả hai đều phản ứng chặt chẽ hơn, kiểm soát hiệu quả hơn.

### Sự thịnh vượng của thế kỷ 18

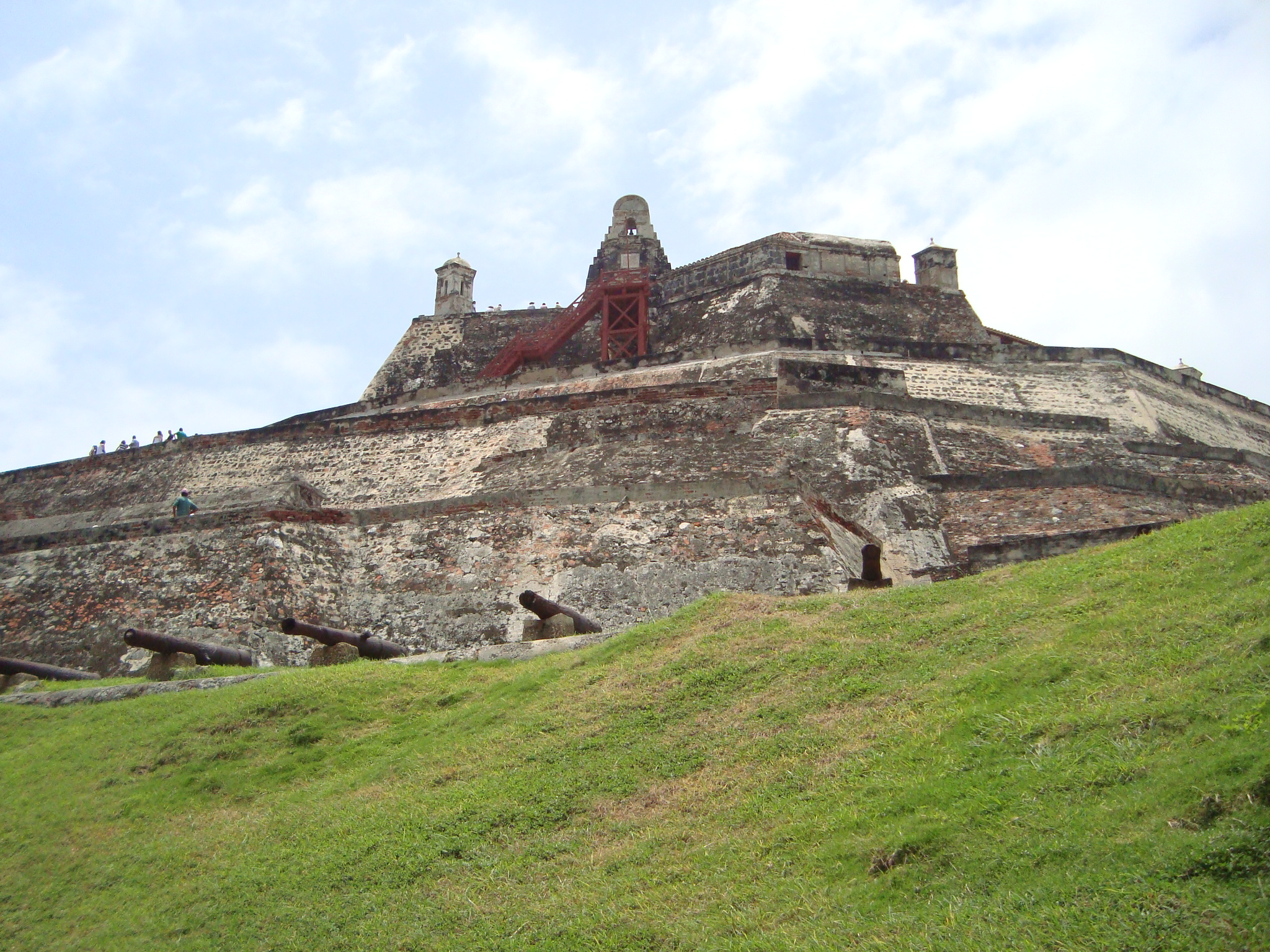
Pháo đài San Felipe de Barajas Cartagena de Indias. Năm 1741, Tây Ban Nha đánh bại một cuộc tấn công của Anh trong trận Cartagena de Indias.

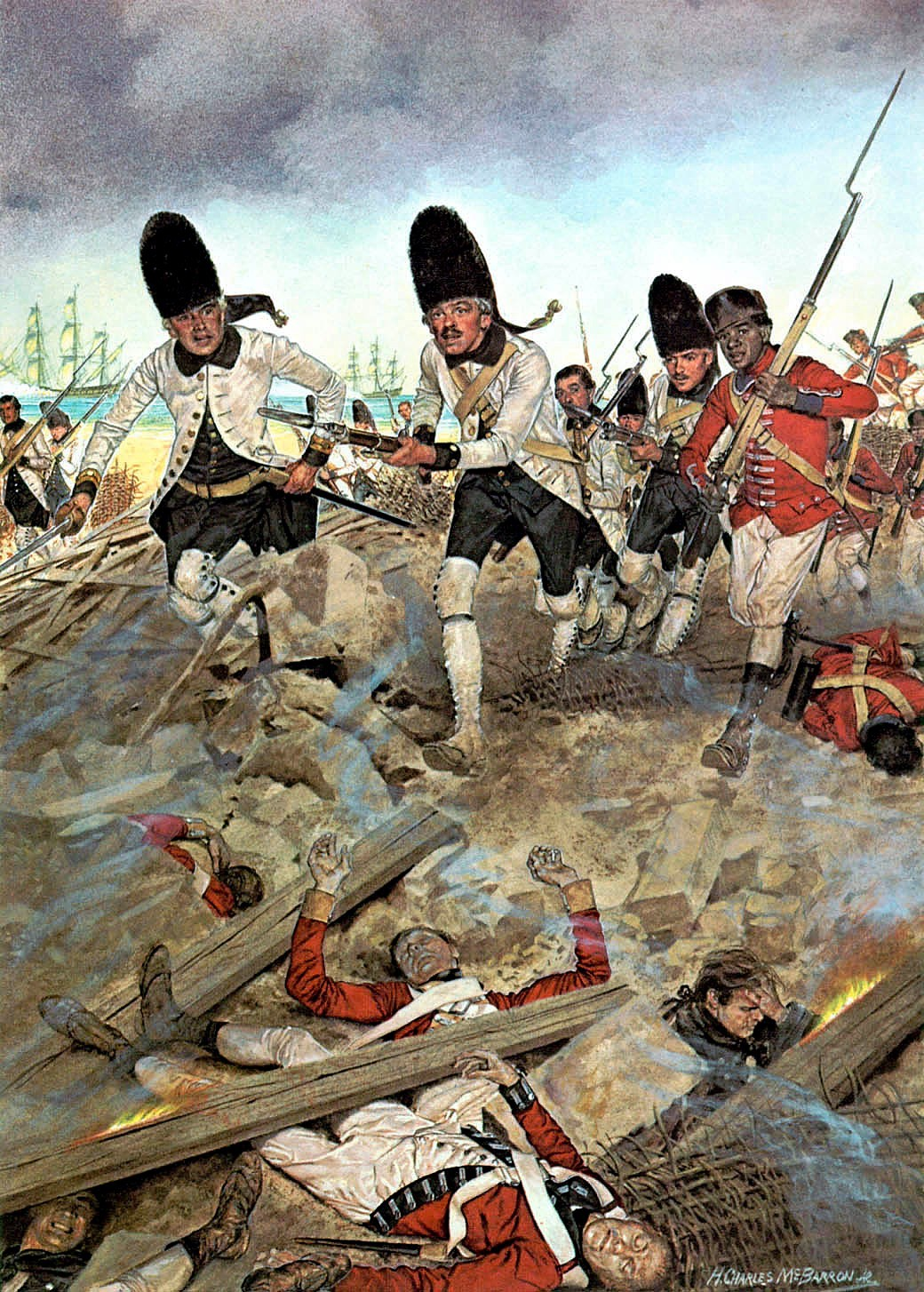
Quân đội Tây Ban Nha chiếm giữ Pensacola, Florida của Anh vào năm 1781. Năm 1783, Hiệp ước Paris đã trả lại toàn bộ Florida cho Tây Ban Nha để trả lại cho Bahamas.

Thế kỷ 18 là một thế kỷ thịnh vượng của Đế quốc Tây Ban Nha ở nước ngoài khi thương mại tăng trưởng đều đặn, đặc biệt là trong nửa sau của thế kỷ, dưới thời cải cách Bourbon. Chiến thắng quan trọng của Tây Ban Nha trong Trận Cartagena de Indias trước một hạm đội và quân đội khổng lồ của Anh tại cảng Cartagena de Indias thuộc vùng Caribean, một trong những trận chiến thành công chống lại người Anh, đã giúp Tây Ban Nha bảo vệ sự thống trị của Mỹ cho đến thế kỷ 19. Nhưng các khu vực khác nhau lại khác nhau dưới sự cai trị của Bourbon, và ngay cả khi Tây Ban Nha mới đặc biệt thịnh vượng, nó cũng được đánh dấu bởi sự bất bình đẳng giàu có. Sản xuất bạc đã bùng nổ ở New Tây Ban Nha trong thế kỷ 18, với sản lượng tăng gấp ba lần từ đầu thế kỷ đến những năm 1750. Nền kinh tế và dân số đều tăng trưởng, cả hai đều tập trung quanh Thành phố Mexico. Nhưng trong khi chủ sở hữu mỏ và vương miện được hưởng lợi từ nền kinh tế bạc hưng thịnh, phần lớn dân số ở vùng nông thôn Bajío phải đối mặt với giá đất tăng, tiền lương giảm. Kết quả của nhiều người từ vùng đất của họ. Chiếc Armada của Anh đó là chiếc lớn nhất từng được tập hợp trước cuộc đổ bộ Normandy, thậm chí vượt quá 60 tàu II Great Armada của Philip. Hạm đội Anh được thành lập bởi 195 tàu, 32.000 binh sĩ và 3.000 khẩu pháo do Đô đốc Edward Vernon chỉ huy đã bị Đô đốc Blas de Lezo đánh bại. Trận Cartagena de Indias là một trong những chiến thắng quyết định nhất của Tây Ban Nha trước những nỗ lực không thành công của người Anh để giành quyền kiểm soát Main Main. Có nhiều trận chiến thành công giúp Tây Ban Nha bảo đảm sự thống trị của Mỹ cho đến thế kỷ 19. Nhà sử học Reed Browning mô tả cuộc thám hiểm ở Anh của Anh là "thảm họa ngu ngốc" và trích dẫn Horace Walpole, có cha là kẻ thù cay đắng của Vernon, viết vào năm 1744: "Chúng tôi đã mất bảy triệu tiền và 30.000 người trong cuộc chiến Tây Ban Nha và tất cả thành quả của tất cả máu và kho báu này là vinh quang khi có đầu của Đô đốc Vernon trên biển hiệu nhà bia!"
Với một chế độ quân chủ Bourbon đã xuất hiện một ý tưởng về những người theo chủ nghĩa trọng thương Bourbon dựa trên một nhà nước tập trung, ban đầu có hiệu lực ở Mỹ nhưng với đà phát triển trong thế kỷ. Vận chuyển đã phát triển nhanh chóng từ giữa những năm 1740 cho đến Chiến tranh Bảy năm (1756–1763), phản ánh phần nào sự thành công của Bourbons trong việc kiểm soát thương mại bất hợp pháp. Với việc nới lỏng các biện pháp kiểm soát thương mại sau Chiến tranh Bảy Năm, giao thương vận tải trong đế chế một lần nữa bắt đầu mở rộng, đạt tốc độ tăng trưởng phi thường trong những năm 1780.
Sự kết thúc độc quyền thương mại của Cadiz với Mỹ đã mang lại sự tái sinh của các nhà sản xuất Tây Ban Nha. Đáng chú ý nhất là ngành công nghiệp dệt may đang phát triển nhanh chóng của Catalunya mà đến giữa những năm 1780 đã chứng kiến những dấu hiệu công nghiệp hóa đầu tiên. Điều này chứng kiến sự xuất hiện của một tầng lớp thương mại nhỏ, hoạt động chính trị ở Barcelona. Cái túi biệt lập này của sự phát triển kinh tế tiên tiến hoàn toàn trái ngược với sự lạc hậu tương đối của hầu hết đất nước. Hầu hết các cải tiến là trong và xung quanh một số thành phố lớn ven biển và các đảo lớn như Cuba, với các đồn điền thuốc lá, và sự phát triển mới của khai thác kim loại quý ở Mỹ.
Mặt khác, hầu hết các vùng nông thôn Tây Ban Nha và đế chế của nó, nơi phần lớn dân số sinh sống, sống trong điều kiện tương đối lạc hậu theo tiêu chuẩn Tây Âu thế kỷ 18, củng cố phong tục cũ và sự cô lập. Năng suất nông nghiệp vẫn thấp mặc dù đã nỗ lực giới thiệu các kỹ thuật mới cho phần lớn các nhóm nông dân và lao động không được quan tâm, bóc lột. Chính phủ không nhất quán trong chính sách của họ. Mặc dù đã có những cải tiến đáng kể vào cuối thế kỷ 18, Tây Ban Nha vẫn là một nước đi ngược về kinh tế. Theo các thỏa thuận giao dịch thương mại, nó gặp khó khăn trong việc cung cấp hàng hóa được yêu cầu bởi các thị trường đang phát triển mạnh mẽ của đế chế của mình và cung cấp các cửa hàng đầy đủ cho giao dịch hoàn trả.
Từ một quan điểm đối lập theo "sự lạc hậu" đã đề cập ở trên, nhà tự nhiên học và nhà thám hiểm Alexander von Humboldt đã đi du lịch khắp châu Mỹ Tây Ban Nha, lần đầu tiên khám phá và mô tả nó từ quan điểm khoa học hiện đại từ năm 1799 đến 1804. làm bài tiểu luận chính trị về vương quốc New Spain chứa các nghiên cứu liên quan đến địa lý của Mexico, ông nói rằng người Ấn ở Tây Ban Nha mới sống trong điều kiện tốt hơn bất kỳ nông dân Nga hay Đức nào ở châu Âu. Theo Humboldt, mặc dù thực tế là nông dân Ấn Độ nghèo, dưới sự cai trị của Tây Ban Nha, họ tự do và nô lệ là không tồn tại, điều kiện của họ tốt hơn bất kỳ nông dân hay nông dân nào khác ở Bắc Âu tiên tiến.
Humboldt cũng công bố một phân tích so sánh về tiêu thụ bánh mì và thịt ở Tân Tây Ban Nha (México) so với các thành phố khác ở châu Âu như Paris. Thành phố México tiêu thụ 189 pound thịt mỗi người mỗi năm, so với 163 bảng mà người dân Paris tiêu thụ, người México cũng tiêu thụ lượng bánh mì gần như tương đương với bất kỳ thành phố châu Âu nào, với 363 kg bánh mì mỗi người mỗi năm so với đến 375 kg tiêu thụ ở Paris. Venezuela tiêu thụ thịt nhiều hơn bảy lần mỗi người so với ở Paris. Von Humboldt cũng nói rằng thu nhập trung bình trong thời kỳ đó gấp bốn lần thu nhập của châu Âu và cũng là thành phố của Tây Ban Nha mới giàu hơn nhiều thành phố châu Âu.

### Cạnh tranh với các cường quốc khác
Đế quốc Tây Ban Nha vẫn chưa trở lại trạng thái quyền lực hạng nhất, nhưng nó đã phục hồi và thậm chí mở rộng lãnh thổ đáng kể từ những ngày đen tối vào đầu thế kỷ thứ mười tám, đặc biệt là trong các vấn đề lục địa, vì sự thương xót của các cường quốc khác thỏa thuận chính trị. Thế kỷ tương đối hòa bình hơn dưới chế độ quân chủ mới đã cho phép nó xây dựng lại và bắt đầu quá trình dài hiện đại hóa các thể chế và nền kinh tế của nó, và sự suy giảm nhân khẩu học của thế kỷ 17 đã bị đảo ngược. Đó là một quyền lực hạng trung với những giả vờ sức mạnh to lớn không thể bỏ qua. Nhưng thời gian là để chống lại nó.

#### Phục hồi quân sự ở châu Âu
Cải cách thể chế Bourbon đã mang lại kết quả về mặt quân sự khi các lực lượng Tây Ban Nha dễ dàng chiếm lại được Napoli và Sicily từ Áo vào năm 1734 trong Chiến tranh Kế vị Ba Lan và trong Chiến tranh Ear Jenkins (1739–1742) Cartagena de Indias và Santiago de Cuba bằng cách đánh bại một đội quân và hải quân khổng lồ của Anh được lãnh đạo bởi Edward Vernon, người đã chấm dứt tham vọng của Anh trong Chính Tây Ban Nha.
Năm 1742, Chiến tranh Ear Jenkins đã hợp nhất với Chiến tranh Kế vị Áo và Chiến tranh vua George ở Bắc Mỹ. Anh, cũng bị chiếm đóng với Pháp, không thể chiếm được các đoàn xe Tây Ban Nha, và những người tư nhân Tây Ban Nha đã tấn công các tàu buôn của Anh dọc theo các tuyến đường Tam giác thương mại. Ở châu Âu, Tây Ban Nha đã cố gắng thoái vốn Maria Theresia vùng Bologna ở miền bắc nước Ý từ năm 1741, nhưng phải đối mặt với sự phản đối của Carlo Emmanuele III của Sardinia, và chiến tranh ở miền bắc nước Ý vẫn không quyết đoán trong suốt thời gian tới 1746.
Đến năm 1748, Hiệp ước Aix-la-Chappelle, Tây Ban Nha đã giành được Parma, Piacenza và Guastalla ở phía bắc Ý. Hơn nữa, mặc dù Tây Ban Nha đã bị đánh bại trong xâm lược Bồ Đào Nha và mất một số lãnh thổ cho các lực lượng Anh cho đến khi kết thúc Chiến tranh Bảy năm (1756–1763), Tây Ban Nha đã kịp thời phục hồi những tổn thất này và bị tịch thu căn cứ hải quân của Anh ở Bahamas trong thời gian Cách mạng Mỹ (1775–1783).

#### Vai trò trong Chiến tranh Cách mạng Hoa Kỳ
Tây Ban Nha đã đóng góp vào sự độc lập của Mười ba thuộc địa Anh (tạo thành Hoa Kỳ) cùng với Pháp. Thống đốc Tây Ban Nha của Louisiana (Tân Tây Ban Nha) Bernardo de Gálvez mang chính sách của Tây Ban Nha chống lại Vương quốc Anh, nơi tìm cách lấy kho báu và lãnh thổ từ Tây Ban Nha. Tây Ban Nha và Pháp là đồng minh vì Bourbon Pacte de Famille được thực hiện bởi cả hai nước chống lại Anh. Gálvez đã thực hiện các biện pháp chống buôn lậu của Anh ở vùng biển Caribbean và thúc đẩy thương mại với Pháp. Theo lệnh của hoàng gia từ Carlos III của Tây Ban Nha Gálvez tiếp tục các hoạt động viện trợ để cung cấp cho phiến quân Mỹ. Anh đã phong tỏa các cảng thuộc địa của Mười ba thuộc địa, và tuyến đường từ New Orleans do Tây Ban Nha kiểm soát đến sông Mississippi là một giải pháp thay thế hiệu quả để cung cấp cho phiến quân Mỹ. Tây Ban Nha tích cực hỗ trợ mười ba thuộc địa trong suốt Chiến tranh cách mạng Mỹ, bắt đầu vào năm 1776 bằng cách cùng tài trợ Roderigue Hortalez và Company, một công ty thương mại cung cấp vật tư quân sự quan trọng, trong suốt quá trình tài trợ cho trận chung kết Bao vây Yorktown vào năm 1781 với bộ sưu tập vàng và bạc từ La Habana.
Viện trợ của Tây Ban Nha đã được cung cấp cho các thuộc địa thông qua bốn tuyến đường chính:(1)từ các cảng của Pháp với sự tài trợ của Roderigue Hortalez và Công ty; (2)qua cảng New Orleans và ngược dòng sông Mississippi; (3)từ các kho ở Havana; và(4) từ cảng Bilbao phía tây bắc Tây Ban Nha, thông qua công ty thương mại gia đình Gardoqui cung cấp tài sản chiến tranh quan trọng.

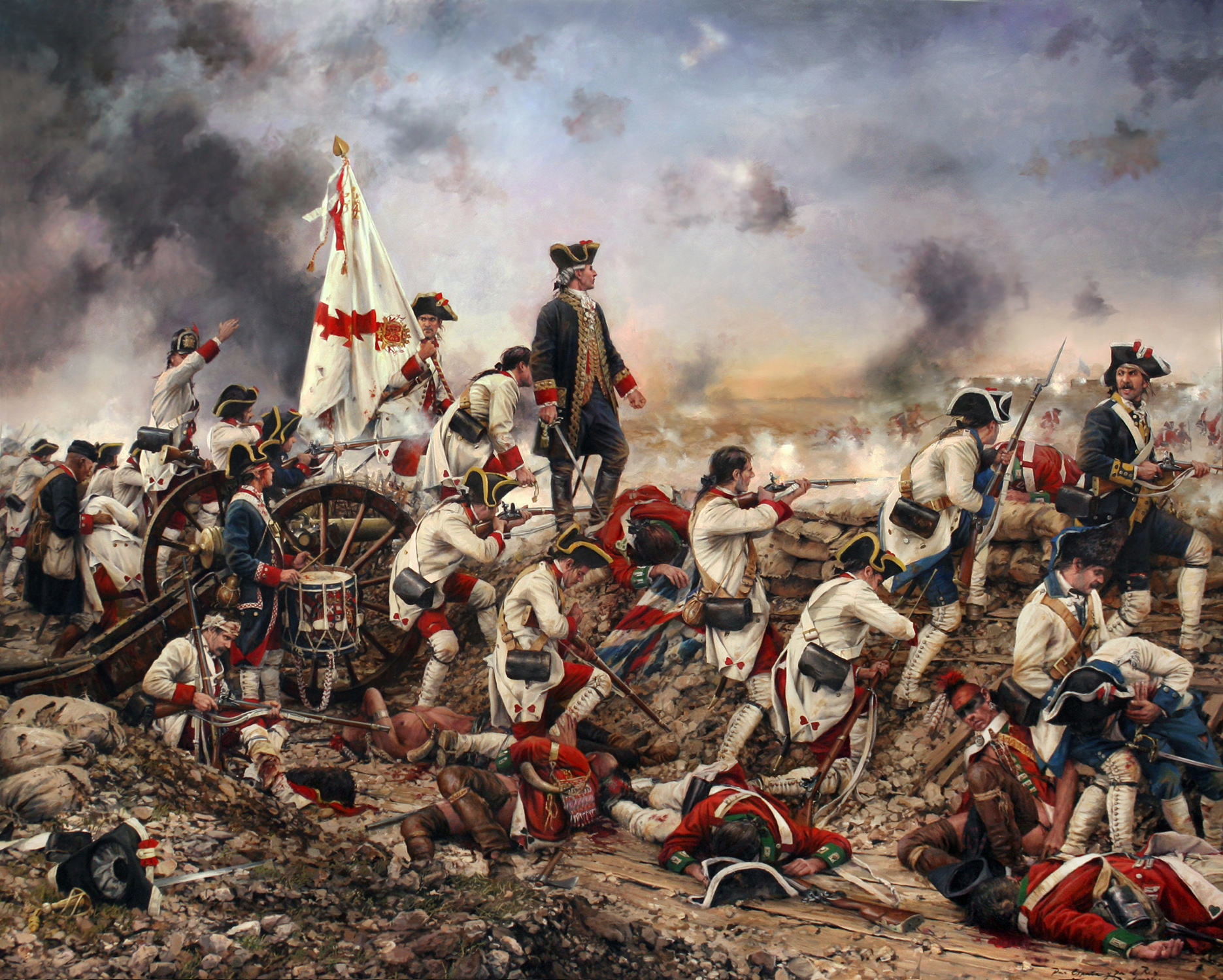
Bức tranh của Gálvez tại Bao vây Pensacola của Augusto Ferrer-Dalmau.

Anh phong tỏa mười ba thuộc địa về kinh tế, vì vậy nợ công của Mỹ tăng lên đáng kể. Tây Ban Nha, thông qua gia đình Gardoqui, đã gửi 120.000 đồng bạc thật 8, được gọi là đô la Tây Ban Nha, đồng tiền mà đồng đô la Mỹ gốc dựa trên, và nó vẫn được đấu thầu hợp pháp tại Hoa Kỳ cho đến khi hành động đúc tiền 1857 (trên thực tế, đô la Tây Ban Nha hoặc Carolus đã trở thành loại tiền tệ toàn cầu đầu tiên trong thế kỷ 18).

Biên giới Bắc Mỹ được đề xuất bởi chính sách ngoại giao Tây Ban Nha gần cuối Chiến tranh Cách mạng Hoa Kỳ, ngày 3 tháng 8 năm 1782

Quân đội lục địa của Mỹ giành chiến thắng Trận Saratoga đã được Tây Ban Nha trang bị và trang bị một phần. Tây Ban Nha đã có cơ hội phục hồi các vùng lãnh thổ bị mất cho Anh trong Chiến tranh Bảy năm, đặc biệt là Florida. Galvez tập hợp một đội quân từ tất cả các góc của Châu Mỹ Tây Ban Nha, khoảng 7.000 người. Tổng đốc Louisiana thuộc Tây Ban Nha đã chuẩn bị một cuộc tấn công chống lại Anh tại chiến dịch Bờ biển vùng vịnh để kiểm soát hạ lưu Mississippi và Florida. Gálvez đã hoàn thành cuộc chinh phạt Tây Florida vào năm 1781 với thành công Cuộc bao vây của Pensacola.
Không lâu sau đó, Gálvez đã chinh phục hòn đảo New Providence ở Bahamas, hủy bỏ kế hoạch kháng chiến cuối cùng của Anh, giữ sự thống trị của Tây Ban Nha đối với vùng biển Caribe và đẩy nhanh chiến thắng của quân đội Mỹ. Jamaica là thành trì quan trọng cuối cùng của Anh tại vùng biển Caribe. Gálvez tổ chức một cuộc đổ bộ lên đảo; tuy nhiên, Hiệp ước hòa bình Paris năm 1783 đã kết thúc và cuộc xâm lược đã bị hủy bỏ.

#### Kẻ thù Brasil
Phần lớn lãnh thổ của Brasil ngày nay đã được tuyên bố là Tây Ban Nha khi cuộc thám hiểm bắt đầu với sự điều hướng về chiều dài của sông Amazon vào năm 1541–1542 bởi Francisco de Orellana. Nhiều đoàn thám hiểm Tây Ban Nha đã khám phá phần lớn của khu vực rộng lớn này, đặc biệt là những khu vực gần các khu định cư Tây Ban Nha. Trong thế kỷ 16 và 17, binh lính, nhà truyền giáo và nhà thám hiểm Tây Ban Nha cũng thành lập các cộng đồng tiên phong, chủ yếu ở Paraná, Santa Catarina và São Paulo, và pháo đài trên bờ biển phía đông bắc bị đe dọa bởi Pháp và Hà Lan.

Đế quốc Tây Ban Nha và Bồ Đào Nha vào năm 1790.

Khi khu định cư Bồ Đào Nha-Brasil mở rộng, đi theo con đường khai thác Bandeirantes, các nhóm Tây Ban Nha bị cô lập này cuối cùng đã được hòa nhập vào xã hội Brasil. Chỉ một số người Castilla bị di dời khỏi khu vực tranh chấp ở Pampas của Rio Grande do Sul đã để lại ảnh hưởng đáng kể đến sự hình thành của gaucho, khi họ trộn lẫn với các nhóm da đỏ, Bồ Đào Nha và người da đen đến trong khu vực trong thế kỷ 18. Người Tây Ban Nha đã bị cấm bởi luật pháp của họ về việc nô lệ người bản địa, khiến họ không có lợi ích thương mại sâu trong nội địa của lưu vực sông Amazon. Luật Burgos (1512) và Luật mới (1542) đã được dự định để bảo vệ lợi ích của người dân bản địa. Các nô lệ người Bồ Đào Nha - Brasil, Bandeirantes, có lợi thế tiếp cận từ cửa sông Amazon, nằm ở phía Bồ Đào Nha của dòng Tordesillas. Một cuộc tấn công nổi tiếng vào một nhiệm vụ của Tây Ban Nha vào năm 1628 đã dẫn đến sự nô lệ của khoảng 60.000 người bản địa.
Trong thời gian, đã có hiệu lực một lực lượng tự tài trợ của nghề nghiệp. Đến thế kỷ 18, phần lớn lãnh thổ Tây Ban Nha nằm dưới sự kiểm soát trên thực tế của Bồ Đào Nha-Brasil. Thực tế này đã được công nhận với việc chuyển giao chủ quyền hợp pháp vào năm 1750 của hầu hết lưu vực sông Amazon và các khu vực lân cận sang Bồ Đào Nha trong Hiệp ước Madrid. Khu định cư này đã gieo hạt giống của Chiến tranh Guaraní vào năm 1756.

#### Các cường quốc đối thủ ở Tây Bắc Thái Bình Dương

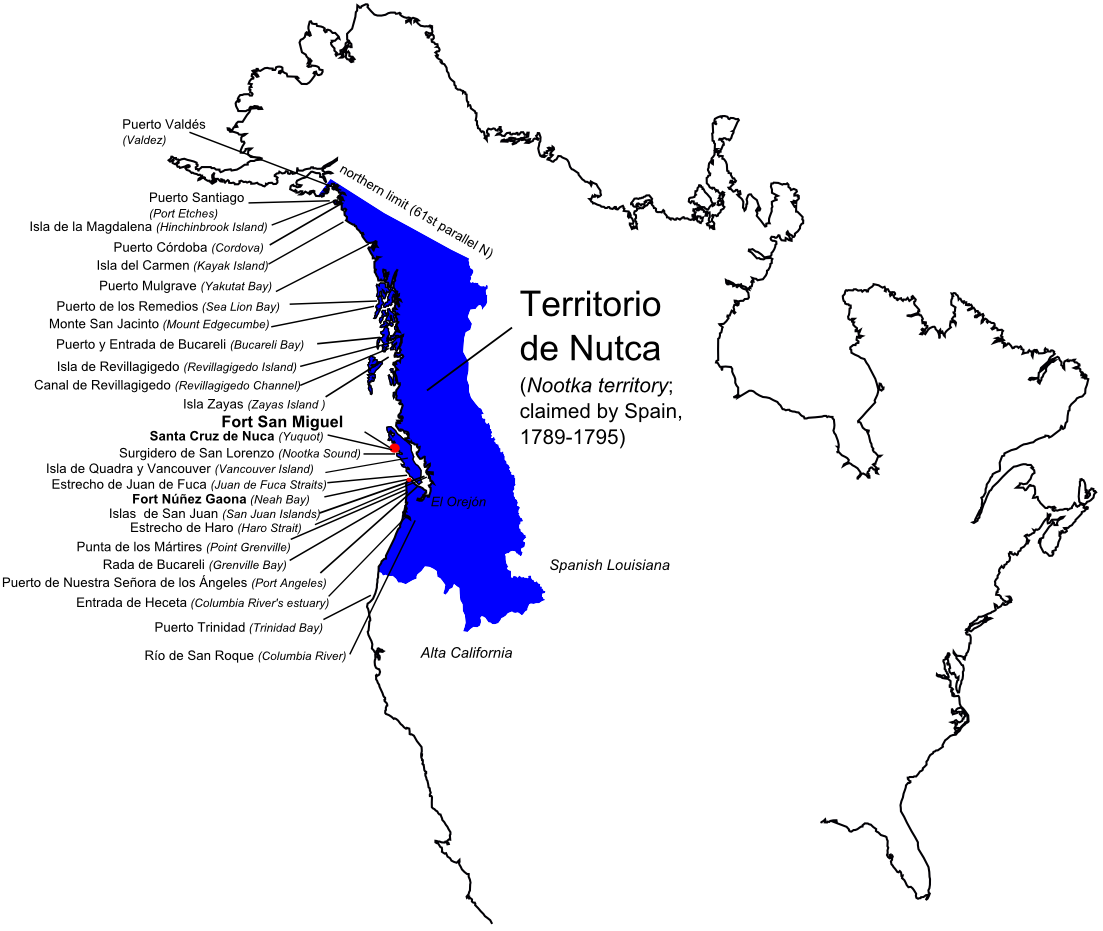
Các yêu sách lãnh thổ của Tây Ban Nha ở Bờ Tây Bắc Mỹ vào thế kỷ 18, do đế chế Nga và Anh tranh chấp. Hầu hết những gì Tây Ban Nha tuyên bố ở Bắc Mỹ không bao giờ bị chiếm đóng hoặc kiểm soát.

Tây Ban Nha tuyên bố toàn bộ Bắc Mỹ trong Thời đại Khám phá, nhưng các yêu sách không được chuyển thành chiếm đóng cho đến khi một nguồn lực lớn được phát hiện và sự định cư và sự cai trị của vương quyền của Tây Ban Nha được đưa ra. Người Pháp đã thành lập một thuộc địa ở phía bắc Bắc Mỹ và chiếm một số đảo ở vùng biển Caribe. Anh đã thành lập các thuộc địa trên vùng biển phía đông Bắc Mỹ và ở phía bắc Bắc Mỹ và một số đảo Caribe. Vào thế kỷ 18, vương miện Tây Ban Nha nhận ra rằng các yêu sách lãnh thổ của mình cần được bảo vệ, đặc biệt là sau sự yếu kém có thể nhìn thấy của nó trong Chiến tranh Bảy năm khi Anh chiếm được các cảng La Habana và Manila nó rất quan trọng đối với Tây Ban Nha. Một yếu tố quan trọng khác là Đế quốc Nga đã mở rộng sang Bắc Mỹ từ giữa thế kỷ thứ mười tám, với các khu định cư buôn bán lông thú ở vùng Alaska ngày nay và đi về phía nam như Pháo đài Ross, California. Vương quốc Anh cũng đang mở rộng sang các khu vực mà Tây Ban Nha tuyên bố là lãnh thổ của mình trên bờ biển Thái Bình Dương. Thực hiện các bước để củng cố các yêu sách mong manh của mình đến California, Tây Ban Nha bắt đầu lên kế hoạch tại California vào năm 1769. Tây Ban Nha cũng bắt đầu một loạt các chuyến đi đến Tây Bắc Thái Bình Dương, nơi Nga và Anh đang xâm phạm lãnh thổ được yêu sách. Đoàn thám hiểm Tây Ban Nha đến Tây Bắc Thái Bình Dương, với Alessandro Malaspina và những người khác đi thuyền đến Tây Ban Nha, đã đến quá muộn để Tây Ban Nha khẳng định chủ quyền của mình ở Tây Bắc Thái Bình Dương. Khủng hoảng Nootka (1789– 1791) gần như đưa Tây Ban Nha và Anh vào chiến tranh. Đó là một tranh chấp về các yêu sách ở Tây Bắc Thái Bình Dương, nơi cả hai quốc gia không thiết lập các khu định cư lâu dài. Cuộc khủng hoảng có thể đã dẫn đến chiến tranh, nhưng nó đã được giải quyết trong Công ước Nootka, trong đó Tây Ban Nha và Vương quốc Anh đồng ý không thiết lập các khu định cư và cho phép tới tự do vào Nootka Sound trên bờ biển phía tây ngày nay Đảo Vancouver. Năm 1806, Nam tước Nikolai Rezanov đã cố gắng đàm phán một hiệp ước giữa Công ty Nga-Mỹ và Phó vương quốc Tân Tây Ban Nha, nhưng cái chết bất ngờ của ông vào năm 1807 đã chấm dứt mọi hy vọng của hiệp ước. Tây Ban Nha đã từ bỏ yêu sách của mình ở phía Tây Bắc Mỹ trong Hiệp ước Adams–Onis năm 1819, nhượng lại quyền của mình ở đó cho Hoa Kỳ, cho phép Hoa Kỳ mua Florida và thiết lập một ranh giới Mới Tây Ban Nha và Hoa Kỳ các cuộc đàm phán giữa hai quốc gia đã diễn ra, tài nguyên của Tây Ban Nha bị kéo dài do chiến tranh giành độc lập châu Mỹ Tây Ban Nha.

#### Mất thuộc địa Louisiana

Đế quốc Tây Ban Nha vào năm 1790. Ở Bắc Mỹ, Tây Ban Nha tuyên bố đổ bộ về phía tây Sông Mississippi và bờ biển Thái Bình Dương từ California đến Alaska, nhưng nó không kiểm soát chúng trên mặt đất. Vương miện đã xây dựng các sứ mệnh và đoàn chủ tịch ở ven biển California và đã gửi các cuộc thám hiểm hàng hải đến Tây Bắc Thái Bình Dương để khẳng định chủ quyền.

Sự tăng trưởng của thương mại và sự giàu có ở các thuộc địa gây ra căng thẳng chính trị gia tăng khi sự thất vọng gia tăng với thương mại cải thiện nhưng vẫn hạn chế với Tây Ban Nha. Đề nghị của Malaspina để biến đế chế thành một kẻ lỏng lẻo liên minh để giúp cải thiện quản trị và thương mại để dập tắt những căng thẳng chính trị đang gia tăng giữa các élites của ngoại vi và trung tâm của đế chế đã bị đàn áp vì sợ mất quyền kiểm soát. Tất cả đã bị cuốn đi bởi sự hỗn loạn đã vượt qua châu Âu vào đầu thế kỷ 19 với Cách mạng Pháp và Chiến tranh Napoléon.
Lãnh thổ lớn đầu tiên mà Tây Ban Nha mất vào thế kỷ 19 là lãnh thổ rộng lớn và hoang dã Lãnh thổ Louisiana, kéo dài về phía bắc đến Canada và được Pháp nhượng lại vào năm 1763 theo các điều khoản của Hiệp ước Fontainebleau. Pháp, dưới thời Napoléon, đã lấy lại quyền sở hữu như một phần của Hiệp ước San Ildefonso vào năm 1800 và bán cho Hoa Kỳ trong Vùng đất mua Louisiana năm 1803. Việc Napoléon bán Lãnh thổ Louisiana cho Hoa Kỳ vào năm 1803 đã gây ra tranh chấp biên giới giữa Hoa Kỳ và Tây Ban Nha, với các cuộc nổi loạn ở Tây Florida năm 1810 và ở phần còn lại của Louisiana tại cửa sông sông Mississippi, dẫn đến việc nhượng lại cuối cùng của họ tại Hoa Kỳ.

#### Thách thức mới

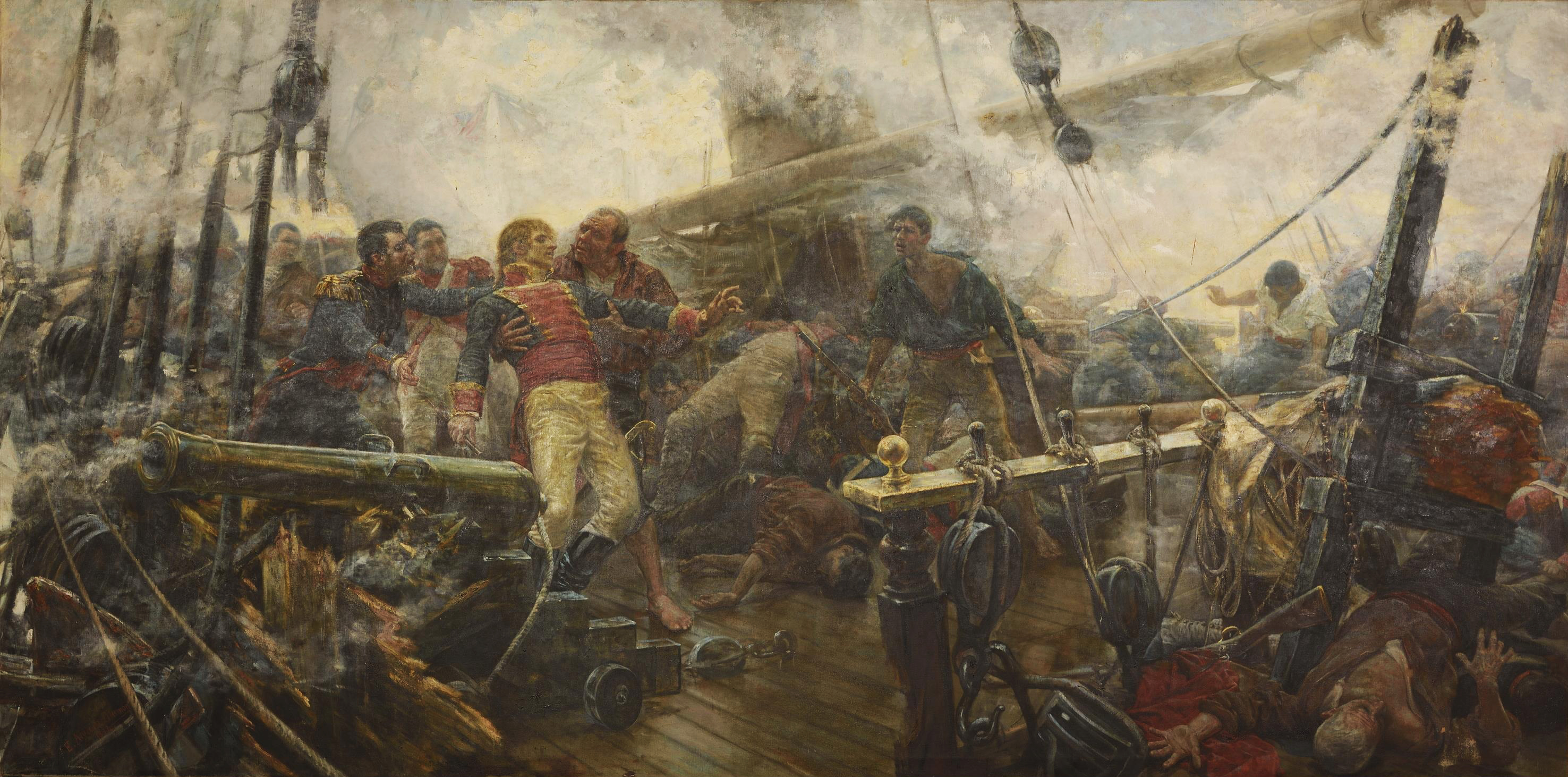
Cái chết của Churruca, tranh sơn dầu về Trận Trafalgar của Eugenio Álvarez Dumont, Bảo tàng Prado.

Sự phá hủy hạm đội chính của Tây Ban Nha, dưới sự chỉ huy của Pháp, tại Trận Trafalgar (1805) làm suy yếu khả năng bảo vệ và giữ vững đế chế của Tây Ban Nha. Anh đã cố gắng chiếm lấy Phó vương quốc Río de la Plata vào năm 1806. Abbeyeroy rút lui vội vã lên đồi khi bị đánh bại bởi một lực lượng nhỏ của Anh. Tuy nhiên, dân quân Criollo' và quân đội thực dân cuối cùng đã đẩy lùi người Anh. Sự xâm nhập sau đó của lực lượng Napoléon vào Tây Ban Nha vào năm 1808 (xem Chiến tranh Bán đảo) đã cắt đứt kết nối hiệu quả với đế quốc. Một sự kết hợp của các yếu tố bên trong và bên ngoài đã dẫn đến sự mất mát không lường trước của hầu hết Đế quốc Tây Ban Nha ở Ấn trong Chiến tranh giành độc lập châu Mỹ Tây Ban Nha.

## Kết thúc đế chế toàn cầu

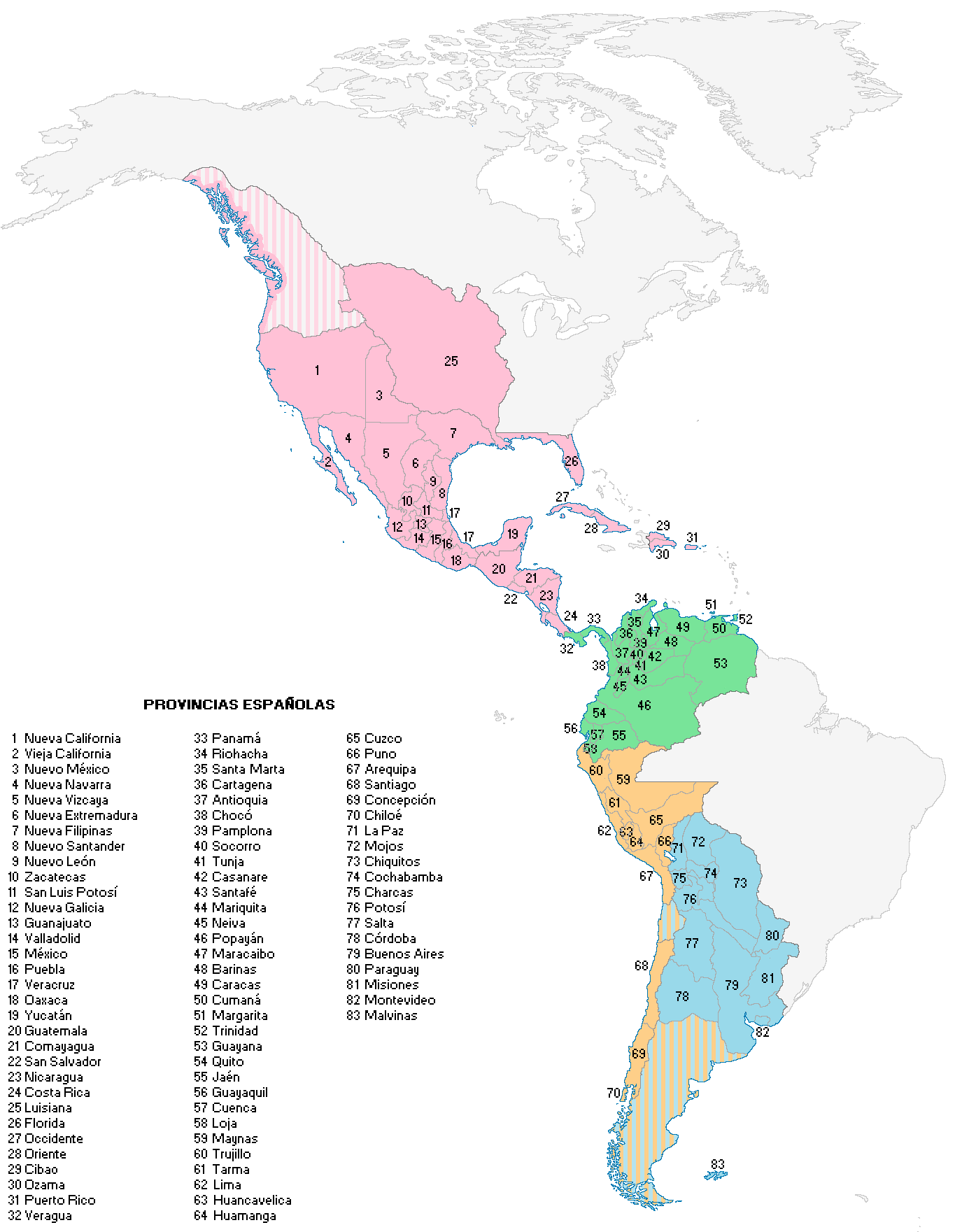
Châu Mỹ vào năm 1800, các vùng lãnh thổ được tô màu được coi là tỉnh trong một số bản đồ của Đế quốc Tây Ban Nha.

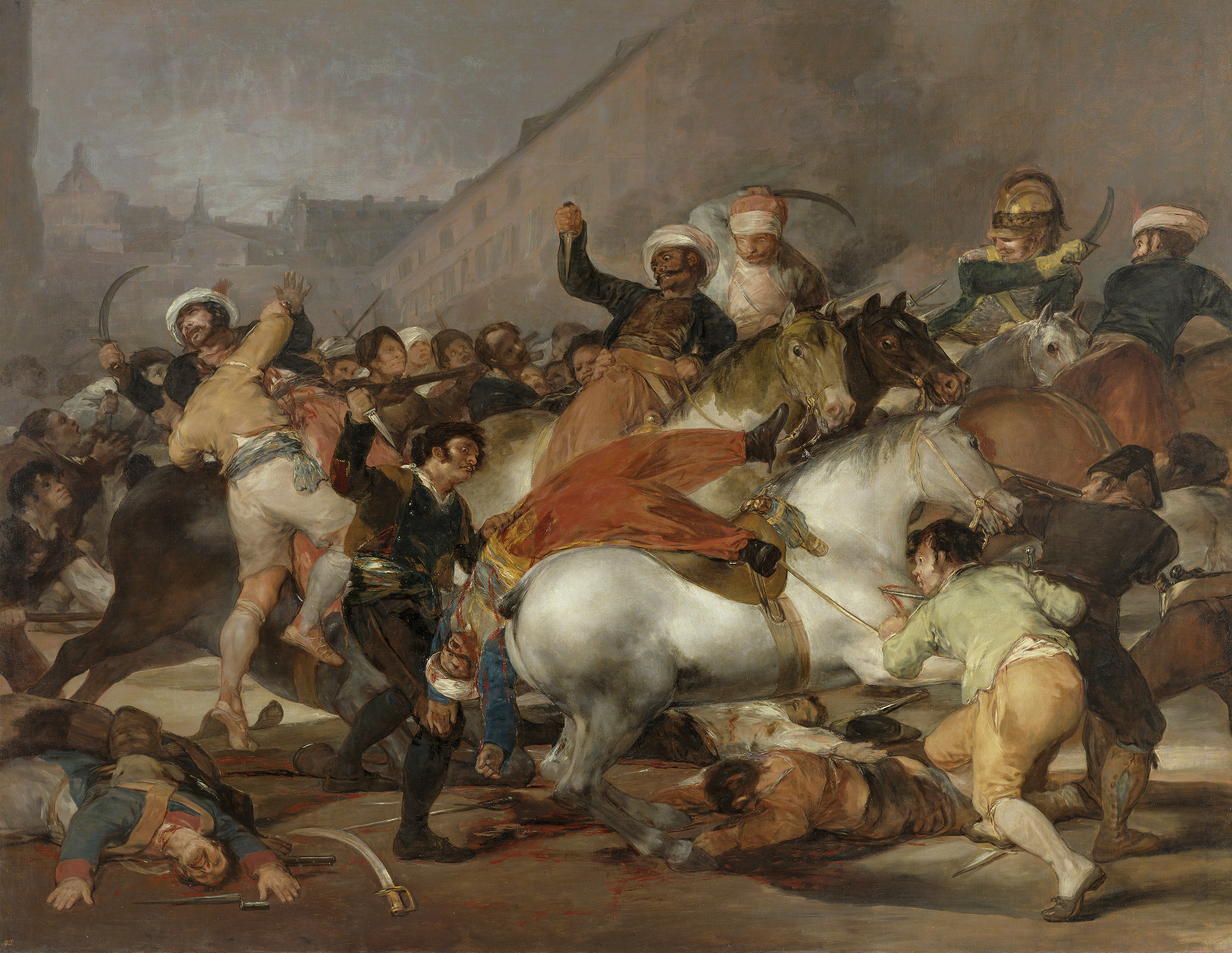
Ngày 2 tháng 5 năm 1808: Sự buộc tội của những người Mamelukes, bởi Francisco de Goya (1814) cho thấy sự kháng cự của Tây Ban Nha đối với quân đội Pháp ở Madrid

Năm 1808, lực lượng Napoléon đã xâm chiếm bán đảo Iberia, dẫn đến sự di tản của hoàng gia Bồ Đào Nha đến Brasil và vua Tây Ban Nha thoái vị. Napoléon đã đặt anh trai mình, Joseph Bonaparte, lên ngai vàng Tây Ban Nha, kích động một cuộc nổi dậy từ người dân Tây Ban Nha, Chiến tranh bán đảo, Chiến tranh du kích mà Napoléon gọi là "vết loét của mình". Trong suốt cuộc chiến, ước tính 180.000 quân Hoàng gia đã bị quân du kích Tây Ban Nha giết chết.
Chiến tranh được họa sĩ nổi tiếng Goya mô tả. Cuộc xâm lược của Pháp cũng gây ra nhiều nơi ở Tây Ban Nha Mỹ một cuộc khủng hoảng về tính hợp pháp của sự cai trị và các phong trào vương quyền dẫn đến độc lập chính trị. Ở Tây Ban Nha, sự bất ổn chính trị kéo dài hơn một thập kỷ và hỗn loạn trong nhiều thập kỷ, các cuộc nội chiến về tranh chấp kế vị, một nước cộng hòa, và cuối cùng là dân chủ tự do. Kháng chiến kết hợp xung quanh juntas, các chính phủ đặc biệt khẩn cấp. Trung ương Tối cao và Junta vương quốc, cầm quyền nhân danh Fernando VII, được tạo ra vào ngày 25 tháng 9 năm 1808 để phối hợp các nỗ lực giữa các chính quyền khác nhau.

## Di sản

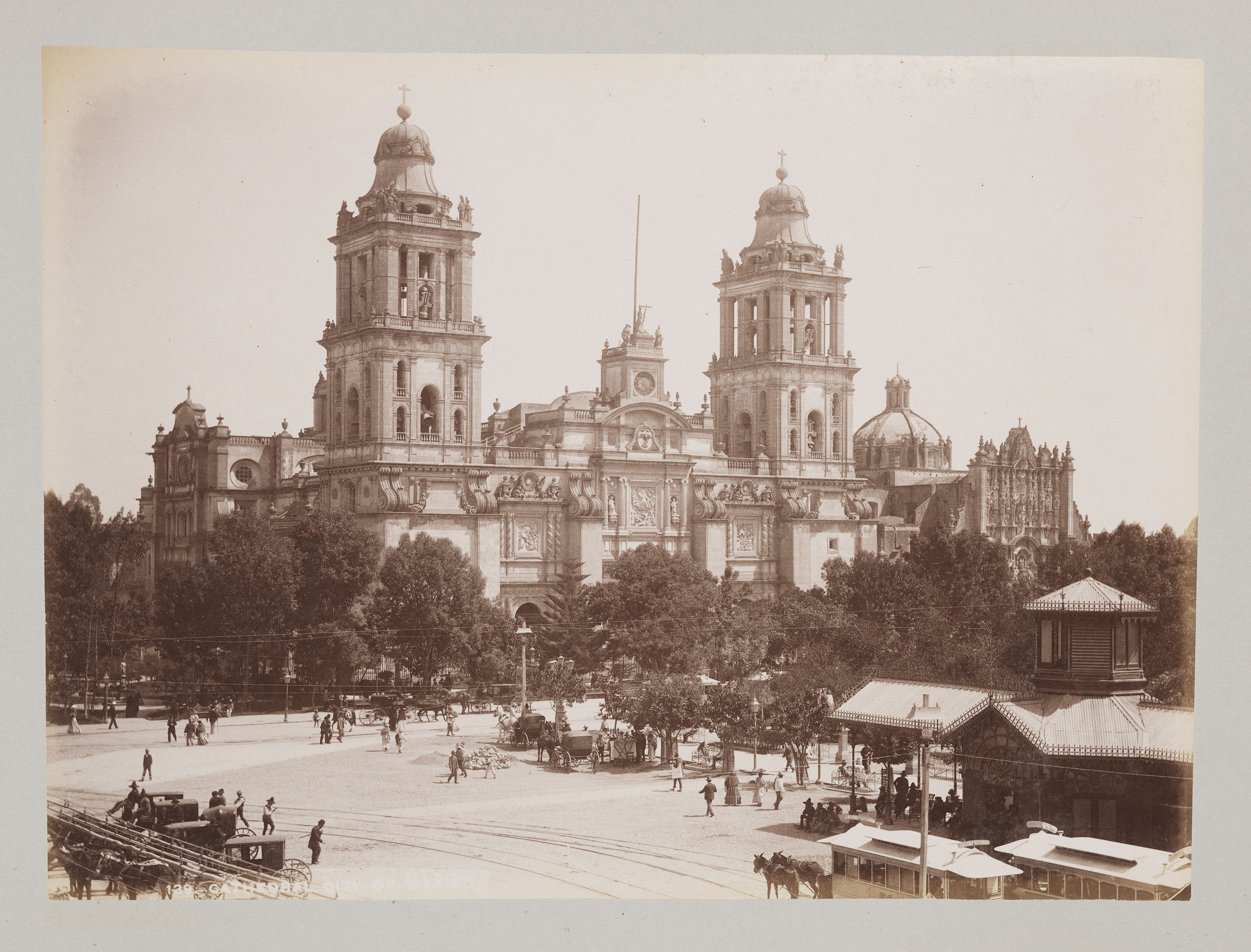
Nhà thờ lớn thành phố México (1897) là nhà thờ lớn nhất ở châu Mỹ Tây Ban Nha, được xây dựng trên tàn tích của quảng trường trung tâm Aztec.

Mặc dù Đế quốc Tây Ban Nha đã từ chối từ vị trí cao này vào giữa thế kỷ XVII, nhưng nó vẫn là một kỳ quan đối với những người châu Âu khác vì khoảng cách địa lý tuyệt đối của nó. Viết thơ năm 1738, nhà thơ người Anh Samuel Johnson đã đặt câu hỏi: "Có thiên đường dành riêng cho người nghèo, vô biên chính,/Không có sa mạc yên bình chưa được Tây Ban Nha tuyên bố?"
Đế quốc Tây Ban Nha đã để lại một di sản kiến trúc ngôn ngữ, tôn giáo, chính trị, văn hóa và đô thị khổng lồ ở Tây Bán cầu. Với hơn 470 triệu người bản ngữ hiện nay, tiếng Tây Ban Nha là ngôn ngữ bản địa được nói nhiều nhất trên thế giới, do sự ra đời của tiếng Catalla, "Castellano" —từ Iberia đến châu Mỹ Tây Ban Nha, sau đó được mở rộng bởi chính phủ của các nước cộng hòa độc lập kế nhiệm. Tại Philippines, Chiến tranh Tây Ban Nha–Mỹ năm 1898 đã đưa các hòn đảo thuộc quyền tài phán của Hoa Kỳ, với tiếng Anh được áp đặt trong các trường học và tiếng Tây Ban Nha trở thành ngôn ngữ chính thức thứ cấp.

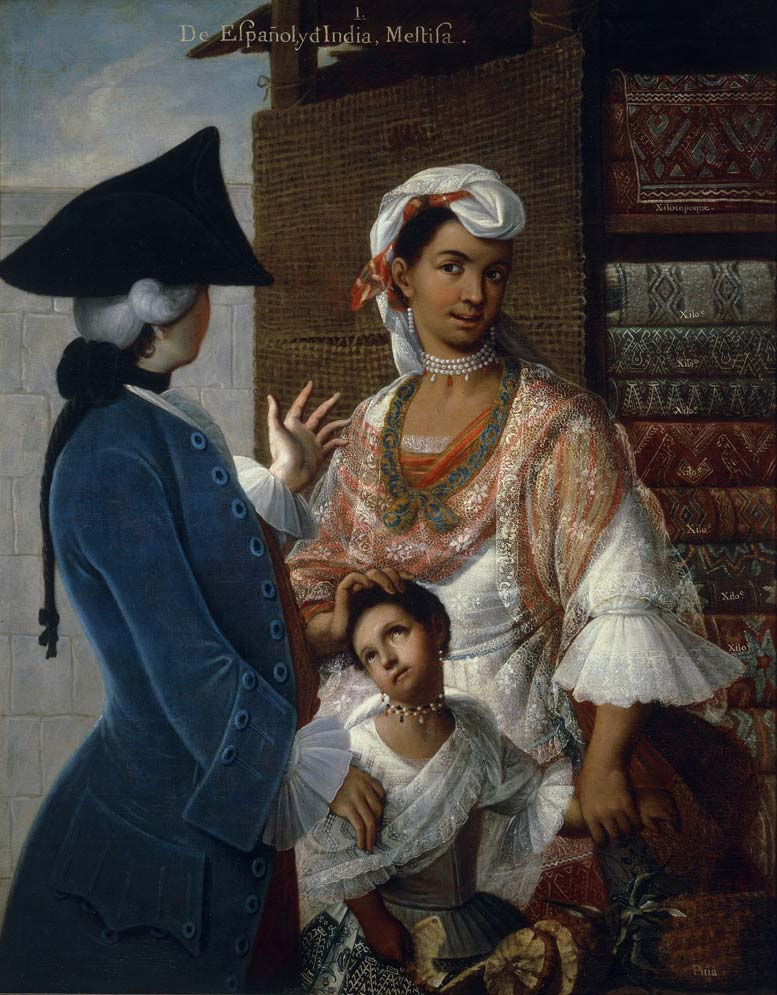
Một bức tranh cho thấy một người đàn ông Tây Ban Nha có vợ thổ dân Nam Mỹ và con của họ. Người Anh điêng châu Âu chủng tộc hỗn hợp được gọi là Mestizo

Một di sản văn hóa quan trọng của đế chế Tây Ban Nha ở nước ngoài là Công giáo Roma, vẫn là đức tin tôn giáo chính ở châu Mỹ Tây Ban Nha và Philippines. Truyền giáo Kitô giáo của các dân tộc bản địa là trách nhiệm chính của vương miện và là sự biện minh cho sự bành trướng đế quốc của nó. Mặc dù người bản địa được coi là tân sinh viên và không đủ chín chắn trong đức tin của mình để người đàn ông bản địa được phong chức linh mục, nhưng người bản địa là một phần của cộng đồng tín ngưỡng Công giáo. Chính thống giáo Công giáo được thực thi bởi điều tra, đặc biệt nhắm mục tiêu Crypto-Do Thái giáo và Tin lành. Mãi cho đến sau khi giành được độc lập vào thế kỷ XIX, các nước cộng hòa Mỹ gốc Tây Ban Nha mới cho phép khoan dung tôn giáo đối với các tín ngưỡng khác. Quan sát các ngày lễ Công giáo thường có những biểu hiện mạnh mẽ trong khu vực và vẫn còn quan trọng ở nhiều vùng của Tây Ban Nha Mỹ. Các quan sát bao gồm Ngày của người chết, Carnival, Tuần Thánh, Corpus Christi, Epiphany, và những ngày của các vị thánh quốc gia, chẳng hạn như Đức Mẹ Guadalupe ở México.
Về mặt chính trị, thời kỳ thuộc địa đã ảnh hưởng mạnh mẽ đến nước Mỹ Tây Ban Nha hiện đại. Sự phân chia lãnh thổ của đế chế ở Tây Ban Nha Mỹ đã trở thành cơ sở cho ranh giới giữa các nước cộng hòa mới sau khi giành độc lập và cho sự phân chia nhà nước trong các quốc gia. Người ta thường lập luận rằng sự nổi lên của caudillismo trong và sau phong trào độc lập Mỹ Latinh đã tạo ra di sản của chủ nghĩa độc đoán trong khu vực. Không có sự phát triển đáng kể của các thể chế đại diện trong thời kỳ thuộc địa, và kết quả là quyền lực hành pháp thường mạnh hơn quyền lập pháp trong thời kỳ quốc gia. Thật không may, điều này đã dẫn đến một quan niệm sai lầm phổ biến rằng di sản thuộc địa đã khiến khu vực này có một giai cấp vô sản bị áp bức vô cùng. Các cuộc nổi dậy và bạo loạn thường được xem là bằng chứng của sự áp bức được cho là cực đoan này. Tuy nhiên, văn hóa nổi loạn chống lại một chính phủ không được lòng dân không chỉ đơn giản là sự khẳng định chủ nghĩa độc đoán rộng rãi. Di sản thuộc địa đã để lại một nền văn hóa chính trị nổi dậy, nhưng không phải lúc nào cũng là một hành động tuyệt vọng cuối cùng. Tình trạng bất ổn dân sự của khu vực được một số người coi là một hình thức tham gia chính trị. Trong khi bối cảnh chính trị của các cuộc cách mạng chính trị ở châu Mỹ Tây Ban Nha được hiểu là một trong đó giới tinh hoa tự do cạnh tranh để hình thành các cấu trúc chính trị quốc gia mới, thì những giới tinh hoa đó cũng phản ứng với sự huy động và tham gia chính trị của tầng lớp thấp hơn.

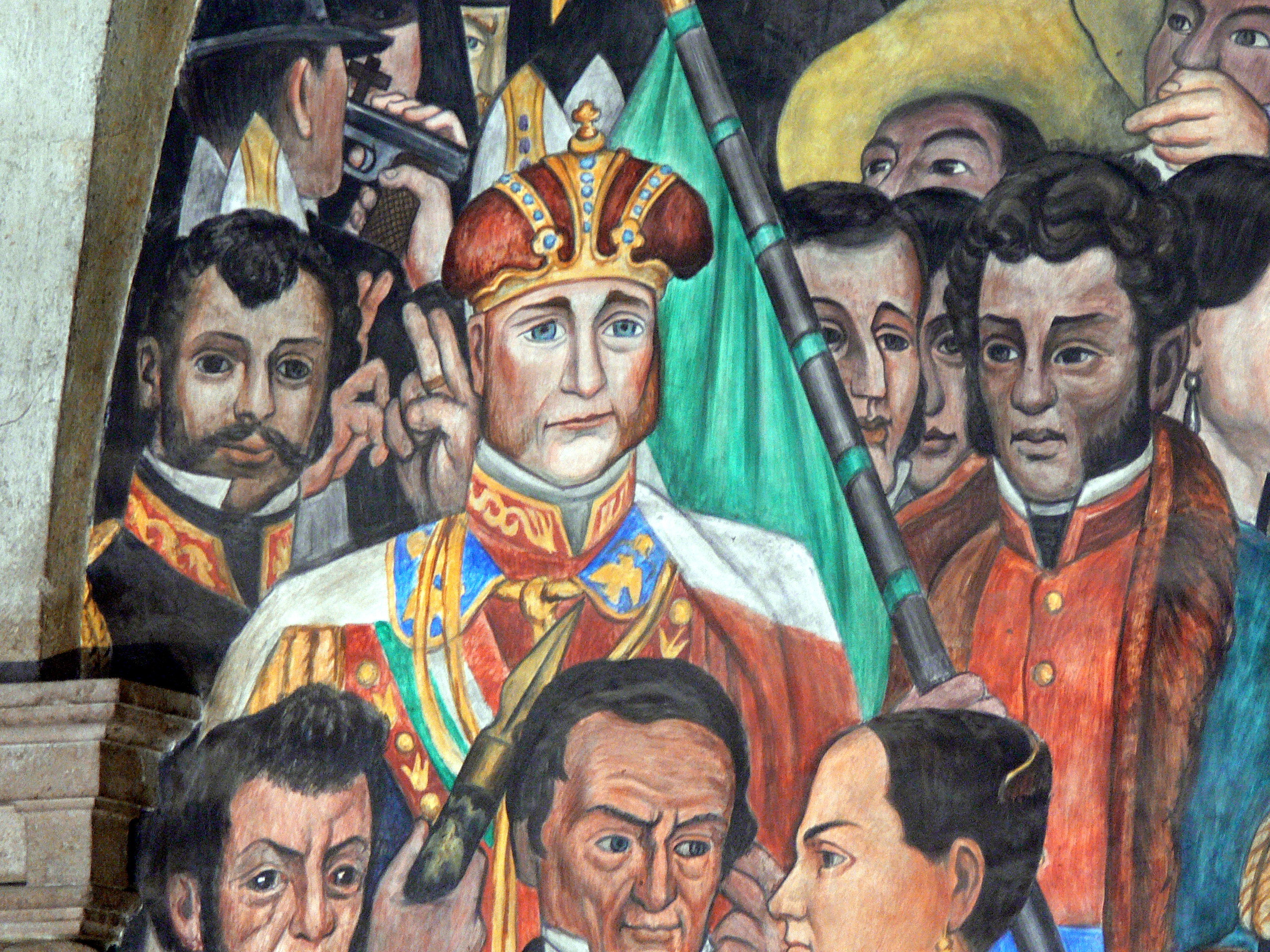
Chi tiết một bức tranh tường của Diego Rivera tại Quảng trường quốc gia Mexico cho thấy sự khác biệt về sắc tộc giữa Agustín de Iturbide, một người Criollo và đa chủng tộc tòa án Mexico

Hàng trăm thị trấn và thành phố ở châu Mỹ được thành lập dưới thời cai trị của Tây Ban Nha, với các trung tâm và tòa nhà thuộc địa của nhiều người trong số họ hiện được chỉ định là Di sản Thế giới UNESCO thu hút khách du lịch. Các di sản hữu hình bao gồm các trường đại học, pháo đài, thành phố, thánh đường, trường học, bệnh viện, nhiệm vụ, tòa nhà chính phủ và nhà ở thuộc địa, nhiều trong số đó vẫn còn tồn tại đến ngày nay. Một số con đường, kênh rạch, cảng hoặc cầu ngày nay nằm ở nơi các kỹ sư Tây Ban Nha đã xây dựng chúng từ nhiều thế kỷ trước. Các trường đại học lâu đời nhất ở châu Mỹ được thành lập bởi các học giả và nhà truyền giáo Công giáo Tây Ban Nha. Đế quốc Tây Ban Nha cũng để lại một di sản văn hóa và ngôn ngữ. Di sản văn hóa cũng có mặt trong âm nhạc, ẩm thực và thời trang, một số trong đó đã được trao danh hiệu Di sản văn hóa phi vật thể của UNESCO.
Thời kỳ thuộc địa dài ở Châu Mỹ Tây Ban Nha dẫn đến sự pha trộn của người bản địa, người châu Âu và người châu Phi được phân loại theo chủng tộc và xếp hạng theo thứ bậc, do đó có một xã hội chủng tộc hỗn hợp trong Tây Ban Nha và Bồ Đào Nha châu Mỹ so với các thuộc địa định cư tách biệt hoàn toàn của Anh và Pháp ở Bắc Mỹ.
Cùng với Đế quốc Bồ Đào Nha, Đế quốc Tây Ban Nha đã đặt nền móng cho một thương mại toàn cầu thực sự bằng cách mở ra các tuyến giao thương xuyên đại dương và khám phá các vùng lãnh thổ và đại dương chưa biết về kiến thức phương Tây. Đô la Tây Ban Nha đã trở thành tiền tệ toàn cầu đầu tiên trên thế giới.
Một trong những đặc điểm của thương mại này là trao đổi một loạt lớn thực vật và động vật được thuần hóa giữa Thế giới cũ và Mới trong Trao đổi Columbia. Một số giống cây được giới thiệu đến Mỹ bao gồm nho, lúa mì, lúa mạch, táo và trái cây có múi; động vật được đưa vào Tân Thế giới là ngựa, lừa, gia súc, cừu, dê, lợn và gà. Cựu Thế giới nhận được từ châu Mỹ những thứ như ngô, khoai tây, ớt, cà chua, thuốc lá, đậu, bí, cacao (sô-cô-la), vani, bơ, dứa, kẹo cao su, cao su, đậu phộng, hạt điều, đều Brasil, quả hồ đào, quả việt quất, dâu tây, diêm mạch, rau dền, chia, agave và những người khác. Kết quả của những trao đổi này là cải thiện đáng kể tiềm năng nông nghiệp không chỉ ở châu Mỹ, mà cả châu Âu và châu Á. Các bệnh do người châu Âu và châu Phi mang đến, như bệnh đậu mùa, sởi, sốt phát ban và những bệnh khác, đã tàn phá hầu hết tất cả các dân tộc bản địa không có miễn dịch, với giang mai việc trao đổi từ Tân Thế giới sang Cựu Thế giới.
Ngoài ra còn có những ảnh hưởng văn hóa, có thể thấy trong mọi thứ, từ kiến trúc đến ẩm thực, âm nhạc, nghệ thuật và luật pháp, từ phía Nam Argentina và Chile đến Hoa Kỳ với Philippines. Nguồn gốc và liên hệ phức tạp của các dân tộc khác nhau dẫn đến ảnh hưởng văn hóa đến với nhau dưới các hình thức khác nhau rất rõ ràng ngày nay ở các khu vực thuộc địa cũ.

## Ảnh hưởng
Kể từ thế kỷ 15, Tây Ban Nha thành lập thuộc địa châu Mỹ, tiếng Tây Ban Nha và giáo lan sang châu Mỹ và Đông Ấn Tây Ban Nha (Liên bang Micronesia, Guam, Quần đảo Mariana, Palau và Philippines). Nguồn gốc của từ "Mỹ Latinh" ngày nay có liên quan nhiều đến sự cai trị thuộc địa của Tây Ban Nha ở Châu Mỹ. Hiện tại, tất cả các khu vực ở châu Mỹ (ngoại trừ Canada, Hoa Kỳ, Brasil, Guyana, Suriname và Guyane thuộc Pháp) đều sử dụng tiếng Tây Ban Nha làm ngôn ngữ chính thức. Đây cũng là ngôn ngữ lớn thứ hai được sử dụng tại Hoa Kỳ. Bị ảnh hưởng bởi Đế quốc Tây Ban Nha, hiện có khoảng 300 triệu người trên thế giới nói tiếng Tây Ban Nha như ngôn ngữ đầu tiên của họ.